# Heinrich II. (HRR)

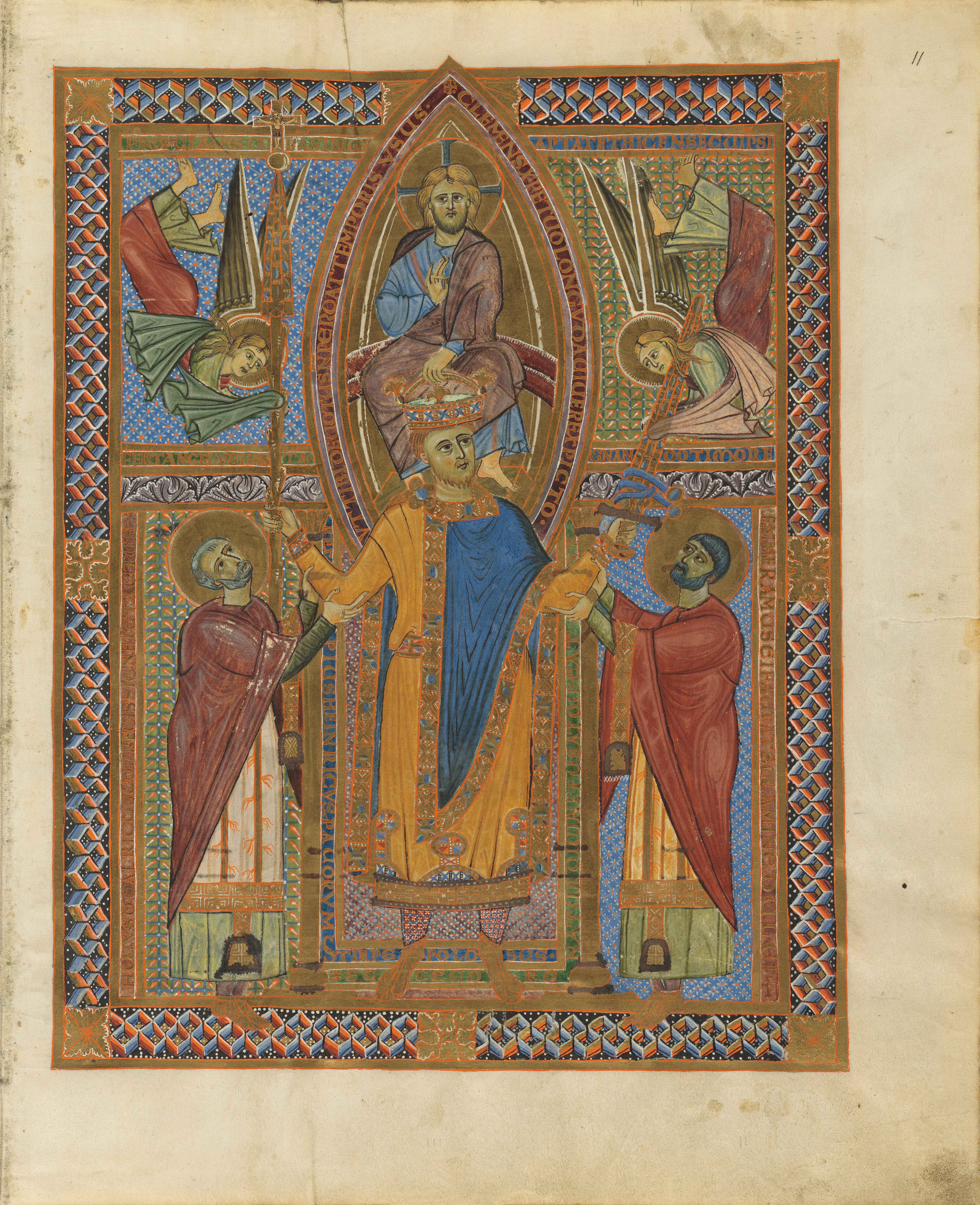
Krönungsbild aus dem Regensburger Sakramentar: Die heiliggesprochenen Bischöfe Ulrich von Augsburg und Emmeram von Regensburg haben Heinrich vor den Thron des Höchsten geleitet. Die hohe Gestalt des Herrschers reicht bis in die Mandorla hinein, in der Christus auf dem Weltenbogen thront. Der Herr setzt ihm die Krone auf. Zwei Engel überreichen Heinrich mit der Heiligen Lanze und dem Reichsschwert die Herrscherinsignien. Das Regensburger Sakramentar stiftete Heinrich II. dem Bamberger Dom.
Miniatur aus dem Sakramentar Heinrichs II., heute in der Bayerischen Staatsbibliothek in München (Clm 4456, fol. 11r).

Heinrich II. (* 6. Mai 973 oder 978 in Abbach oder Hildesheim; † 13. Juli 1024 in Grone), Heiliger (seit 1146), aus dem Adelsgeschlecht der Ottonen, war als Heinrich IV. von 995 bis 1004 und wieder von 1009 bis 1017 Herzog von Bayern, von 1002 bis 1024 König des Ostfrankenreiches (regnum Francorum orientalium), von 1004 bis 1024 König von Italien und von 1014 bis 1024 römisch-deutscher Kaiser.
Als Sohn des bayerischen Herzogs Heinrich II., genannt „der Zänker“, und von dessen Frau Gisela von Burgund war er Urenkel Heinrichs I. und stammte somit aus der bayerischen Nebenlinie der Ottonen.
Am 7. Juni 1002 wurde er in Mainz zum ostfränkischen König gekrönt und am 14. Mai 1004 in Pavia zum König von Reichsitalien. Am 14. Februar 1014 krönte ihn Papst Benedikt VIII. zum Kaiser. Heinrich II. war mit Kunigunde von Luxemburg verheiratet. Die Ehe blieb kinderlos, Heinrich II. war damit der letzte Kaiser aus dem Geschlecht der Ottonen. Papst Eugen III. sprach ihn 1146 heilig, einige spätere Geschichtsschreiber bedachten ihn daher mit dem Beinamen „der Heilige“. Sein Gedenktag (römisch-katholisch und evangelisch) ist der Todestag, der 13. Juli, ebenfalls Tag seiner Heiligsprechung im Jahr 1146.
Anders als sein Vorgänger Otto III. konzentrierte sich Heinrich auf das Reichsgebiet nördlich der Alpen. Sein Hauptaugenmerk galt den Kriegen gegen den polnischen Herrscher Bolesław I. Chrobry. Die drei Italienzüge dienten primär dem Erwerb der Kaiserwürde sowie der Etablierung seiner Herrschaft in diesem Teil des Imperiums. Heinrichs Regierung gilt als eine Zeit der Intensivierung und der Zentralisierung der Königsherrschaft. Er festigte das Reich durch noch engere personelle und politische Verflechtungen mit der Kirche. Durch Schenkungen und Neugründungen wurden insbesondere die Bistümer im Reich als Stützen der königlichen Herrschaft gestärkt. 1007 gründete Heinrich das Bistum Bamberg. Der König beanspruchte in zunehmendem Maße Dienstleistungen der Kirchen (servitium regis). Zudem förderte er die beginnende Klosterreform.
Die Chronik des Thietmar von Merseburg, der 1009 von Heinrich zum Bischof von Merseburg ernannt wurde, gilt als eine der wichtigsten Quellen zu Heinrich II. und wird daher als Leitüberlieferung angesehen.

## Leben

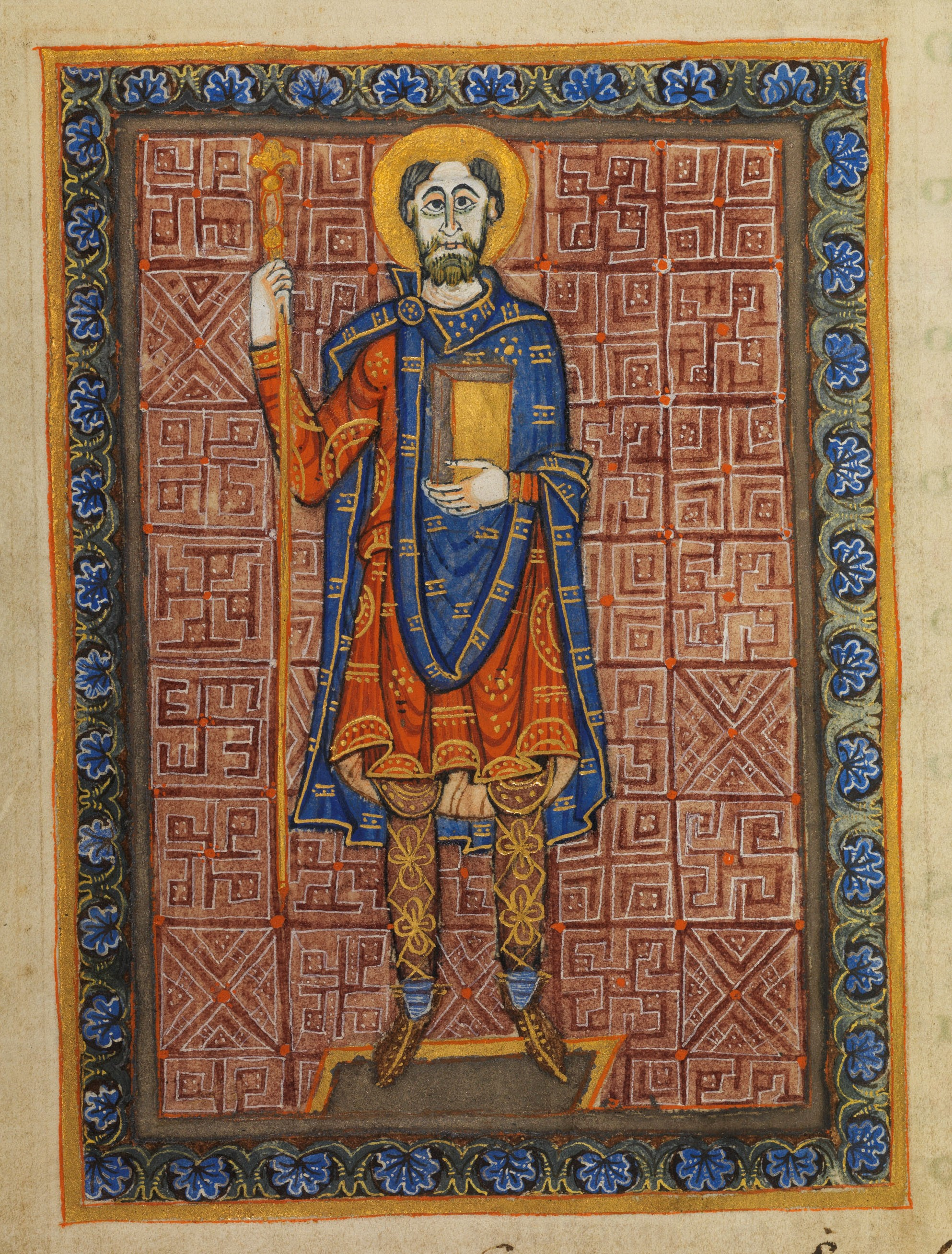
Heinrich der Zänker im fränkischen Gewand, Miniatur aus dem Regelbuch von Niedermünster (Staatsbibliothek Bamberg, Msc.Lit.142, fol. 4v).

### Frühe Jahre
Unter Heinrichs II. Urgroßvater Heinrich I. aus dem Geschlecht der Liudolfinger wurden – anders als noch bei den Karolingern im 9. Jahrhundert – nicht mehr alle Söhne zu Königen erhoben, sondern nur noch der älteste Sohn Otto I. Der jüngere gleichnamige Sohn, der Großvater Heinrichs II., hatte spätestens 936 auf die Königsherrschaft verzichten müssen und sich später mit dem Herzogtum Bayern begnügt. Die bayerische Linie der Liudolfinger wurde dadurch von der Herrschaft ausgeschlossen. Heinrich der Zänker, der Vater des späteren Kaisers Heinrich II., versuchte eine königsgleiche Stellung einzunehmen. Nach langjährigen Auseinandersetzungen mit Kaiser Otto II. wurde er zunächst in Ingelheim und ab April 978 dann in Utrecht auf unbegrenzte Zeit inhaftiert. Während der Haft seines Vaters lebte Heinrich in Hildesheim. Als Kind wurde er zur Erziehung dem Bischof Abraham von Freising übergeben und anschließend in der Hildesheimer Domschule für den geistlichen Stand ausgebildet. Dies geschah vielleicht auf Anweisung Ottos II., der auf diese Weise den Sohn seines Gegners von jeder Teilhabe an der Königsgewalt ausschalten wollte. An einer der besten Schulen des Reiches lernte Heinrich lesen, schreiben und die lateinische Sprache. In Regensburg beendete er ab 985 unter Bischof Wolfgang seine Ausbildung. Beeinflusst wurde er in dieser Zeit auch von Abt Ramwold von St. Emmeram, der, wie der Bischof selbst, ein Befürworter der Klosterreform von Gorze war.
Nach dem Tod Ottos II. wurde Heinrich der Zänker aus der Haft entlassen. Seine Bemühungen um die Königskrone scheiterten, die Herrschaft im Herzogtum Bayern jedoch konnte er 985 erneut erlangen. Sein Sohn wurde in einer Urkunde Ottos III. aus dem Jahr 994 als Mitherzog (condux) bezeichnet. Nach dem Tod des Vaters Ende August 995 fiel Heinrich das Herzogtum Bayern zu.
Im Jahr 1000 oder kurz vorher heiratete Heinrich Kunigunde aus der Herrscherfamilie der Grafen von Luxemburg. Durch seine Verbindung mit diesem Adelshaus stärkte Heinrich seine Stellung im rheinisch-lothringischen Raum.

### König

#### Wahl zum König (1002)

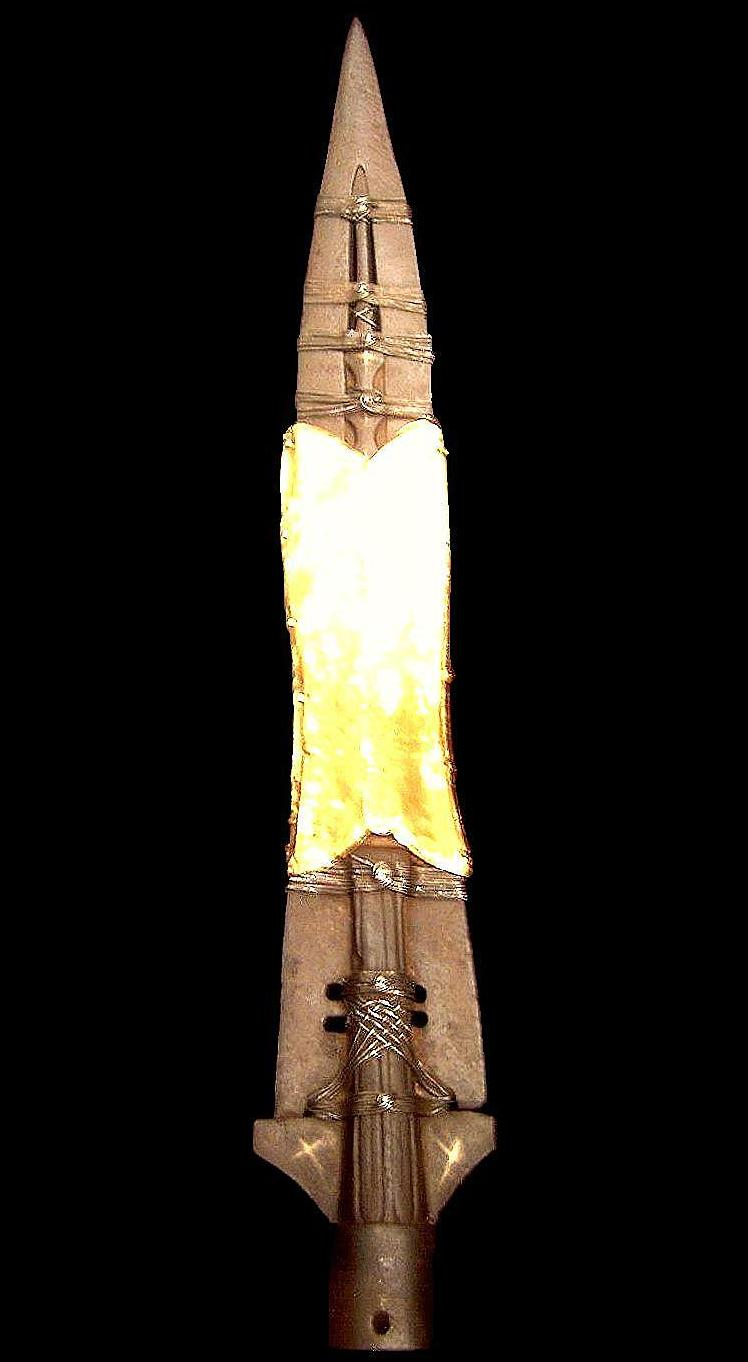
Die Heilige Lanze war für Heinrich II. als Herrschaftssymbol von besonderer Bedeutung. Sie befindet sich heute in der Schatzkammer Wien.

Trotz seiner Herkunft war Heinrichs Anwartschaft auf den Thron nach dem Tod Ottos III. in Italien im Januar 1002 umstritten. Der jung verstorbene König hatte keine Anweisungen für den Fall seines Todes hinterlassen, und Regelungen zur Thronfolge einer Seitenlinie des Herrscherhauses gab es nicht. Neben Heinrich erhoben auch Markgraf Ekkehard von Meißen und Hermann von Schwaben Ansprüche auf die Nachfolge. Ekkehard konnte bei seiner Kandidatur in Sachsen nicht mit ungeteilter Unterstützung rechnen; er beabsichtigte, in Lothringen weitere Zustimmung für seine Kandidatur zu gewinnen, wurde jedoch noch in der Pfalz Pöhlde im April 1002 durch den Grafen Siegfried von Northeim erschlagen.
Um seine Ansprüche zu untermauern, empfing Heinrich den Tross des über die Alpen geführten Leichnams Ottos III. in Polling bei Weilheim in Oberbayern und ließ dessen Eingeweide im Kloster St. Ulrich und Afra in Augsburg beisetzen. Das war das typische Verhalten eines legitimen Nachfolgers, der sich um das Seelenheil seines Vorgängers kümmerte. Anschließend zwang er Erzbischof Heribert von Köln, ihm die Herrscherinsignien zu übergeben. Es fehlte jedoch die Heilige Lanze, die damals wichtigste Reliquie des Reiches. Heribert hatte sie vorausgesandt, wohl aus Misstrauen, da er seinen Verwandten, den Herzog von Schwaben Hermann II., zum König wählen lassen wollte. Um die Herausgabe der Lanze zu erzwingen, inhaftierte Heinrich den Erzbischof und später auch dessen Bruder, den Würzburger Bischof Heinrich. Fast alle Begleiter des Leichenzuges, bei denen es sich wohl um Vertraute Ottos III. handelte, waren nicht für die Nachfolge des bayerischen Herzogs zu gewinnen gewesen. Wenige Wochen später, bei der feierlichen Bestattung des Kaisers im Kaiserdom zu Aachen, bekräftigten diese Männer ihre Ablehnung, wobei sie die Ansicht vertraten, Heinrich sei aus vielerlei Gründen für das Königtum nicht geeignet. Die konkreten Vorbehalte sind unbekannt. Sie dürften mit den Auseinandersetzungen zusammenhängen, die die Vorfahren Heinrichs mit den Mitgliedern der regierenden Linie der Ottonen geführt hatten.
Heinrich entschloss sich zu einem ungewöhnlichen Schritt: Er ließ sich in Mainz von seinen bayerischen und fränkischen Anhängern zum König wählen und am 7. Juni 1002 durch den Mainzer Erzbischof Willigis im alten Mainzer Dom salben und krönen. Dieser war der richtige Koronator („Königskröner“), alle anderen Begleitumstände aber wichen von den üblichen Gewohnheiten (consuetudines) ab: Der Ort der Wahl war unüblich, die Inthronisation auf den Aachener Stuhl Karls des Großen unterblieb und von einer „Wahl aller Großen des Reiches“ konnte zunächst auch keine Rede sein. Die Entscheidung fiel letztendlich Ende Juli durch die sogenannte Nachwahl in Merseburg, bei der sich Heinrich bei den Sachsen dafür zu rechtfertigen hatte, dass er bereits in königlichem Ornat erschien und als Herrscher auftrat. Erst nachdem er versprochen hatte, das alte sächsische Recht zu achten, überreichte ihm der sächsische Herzog Bernhard die Heilige Lanze und betraute ihn so mit der Sorge um das Reich.
Die Königswahl von 1002 ist in der Mediävistik seit den 1970er Jahren häufig und kontrovers diskutiert worden. Gestritten wird über die Frage, ob es sich um eine freie Wahl der Großen handelt (so Walter Schlesinger), oder ob alle Kandidaten mit Otto III. verwandt waren und für die Thronfolge das Erbrecht des Kandidaten (so Armin Wolf und Eduard Hlawitschka) ausschlaggebend war. Nach Steffen Patzold geht die Diskussion über abstrakte Rechtsnormen von falschen Voraussetzungen aus. Nicht die Art der Abstammung, sondern Charakterzüge wie Frömmigkeit, Demut, Weisheit und Gerechtigkeit qualifizierten Heinrich. In einer weitgehend von Mündlichkeit geprägten Gesellschaft fehlten schriftlich fixierte Normen für den rechtmäßigen Ablauf der Königswahl. Die einzig denkbare Norm, die Gewohnheit, war nicht anwendbar, denn der letzte vergleichbare Fall eines kinderlos verstorbenen Königs lag über 80 Jahre zurück. Die Anerkennung Heinrichs war das Ergebnis einer Vielzahl von unorganisierten Gesprächen und Versammlungen. In einer Erwiderung auf Patzold hat Hlawitschka erneut das Erbrecht als den Maßstab für die Beurteilung der Thronansprüche in den Quellen ausgemacht.

#### Regierungsantritt

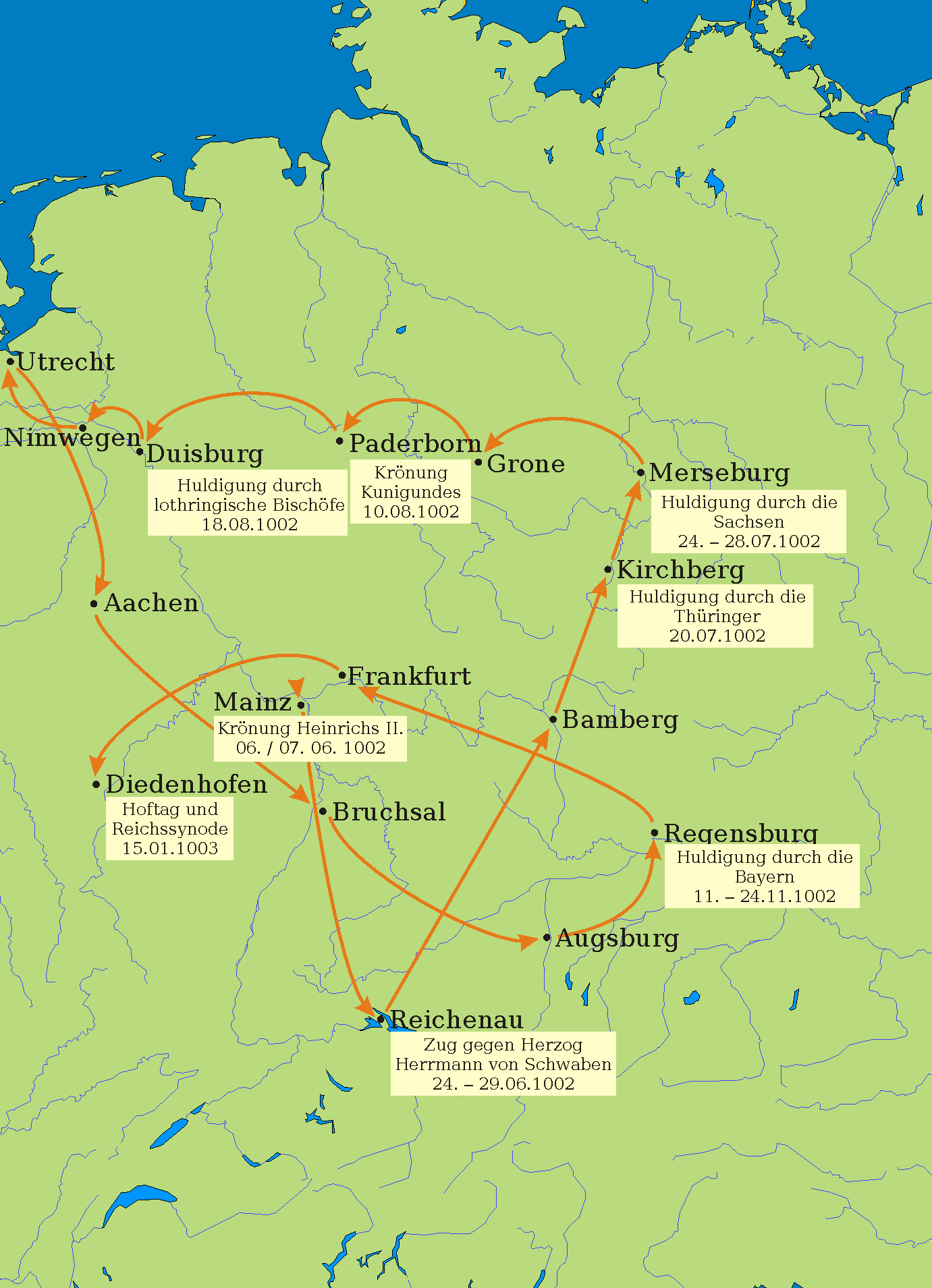
Route von Heinrichs Königsumritt

Heinrich selbst hat in einer Königsurkunde für Straßburg seine verwandtschaftliche Nähe zu Otto III. und ihre von Kindheit an gepflegte Vertrautheit (familiaritas) als den Grund angegeben, der die meisten Fürsten überzeugt habe, ihm die Wahl (electio) und die erbliche Nachfolge (hereditaria successio) ohne Teilung zukommen zu lassen. Den nachfolgenden monatelangen Königsumritt durch weite Teile des Reiches kann man deshalb als den Versuch ansehen, eine allgemeine Bestätigung der Wahl zu erhalten. Solch ein Umritt war bei den Merowingern üblich gewesen, danach aber aus dem Brauch gekommen. Heinrichs Umritt führte über Thüringen, Sachsen, Niederlothringen, Schwaben und Bayern nach Oberlothringen. Mit der Wiederbelebung dieses Brauchs sollte die königliche Autorität über das gesamte Reich ausgebreitet werden.
Bereits während des Umritts musste Heinrich erste kriegerische Auseinandersetzungen mit einigen Großen bestehen. So begann kurz nach Beginn seiner Herrschaft ein Krieg mit Herzog Hermann II. von Schwaben, der sich ebenfalls Hoffnungen auf den Thron gemacht hatte. Dabei kam es nicht zu direkten Kämpfen zwischen dem Herzog und dem neuen König; allerdings verwüstete Heinrich die Besitzungen Hermanns, der wiederum die Unterstützer Heinrichs im schwäbischen Adel bekämpfte. Als sich kein militärischer Erfolg abzeichnete, begab sich Heinrich nach Sachsen, wo er sich in Merseburg von den Großen huldigen ließ. Anschließend zog er nach Paderborn, wo seine Gemahlin vom Mainzer Erzbischof Willigis am 10. August zur Königin gesalbt und gekrönt wurde. In Duisburg huldigten am 18. August die Bischöfe von Lüttich und Cambrai dem neuen König. Vor allem aber erlangte er auch die Anerkennung des Kölner Erzbischofs Heribert. Am 8. September, dem Fest Mariä Geburt, wurde Heinrich in Aachen die Huldigung der weltlichen Großen Lotharingiens zuteil, die ihn auf den Thron Karls des Großen und Ottos des Großen setzten und damit seine Herrschaftsübernahme symbolisch abschlossen. Sein Umritt endete im lothringischen Diedenhofen, wo am 15. Januar 1003 der erste große Hoftag stattfand.
Hermann II. unterwarf sich am 1. Oktober 1002 in Bruchsal. Durch das öffentlich inszenierte Unterwerfungsritual wurde die neue Rangordnung im Reich veranschaulicht. Dank dieser demonstrativen Geste der Unterordnung durfte er sein Herzogtum behalten, musste aber seinen Hauptort Straßburg aufgeben und seine dortigen Güter und Stützpunkte dem Bischof übertragen. Nach dem Tod Hermanns im Mai 1003 übernahm der König für den noch unmündigen Sohn des Herzogs die Regierung des Herzogtums Schwaben.
Heinrich musste sich auch gegen Markgraf Heinrich von Schweinfurt durchsetzen, dem er für die Unterstützung bei der Königswahl das Herzogtum Bayern zugesagt hatte. Nach der Wahl soll Heinrich II. dieses Versprechen mit dem Hinweis gebrochen haben, er könne der freien Wahl in Bayern nicht vorgreifen. Der Konflikt mit dem Markgrafen wurde gütlich durch ein Unterwerfungsritual (deditio) und eine kurze Haft beigelegt. Heinrich vergab das Herzogtum Bayern 1004 an seinen Schwager Heinrich V. aus dem Geschlecht der Lützelburger. Damit erlangte zum ersten Mal ein landfremdes Geschlecht ohne eigenen dortigen Grundbesitz das bayerische Herzogtum. Als sich Herzog Heinrich V. einige Jahre später wegen der Beschneidung seiner Machtgrundlagen zusammen mit seinen Brüdern gegen den König erhob, versammelte Heinrich II. den Adel Bayerns in Regensburg und brachte ihn „teils durch Versprechungen, teils durch Drohungen“ dazu, die Unterstützung für den Herzog aufzugeben. Herzog Heinrich V. wurde 1009 abgesetzt.

#### Heinrich wird König von Italien (1004)

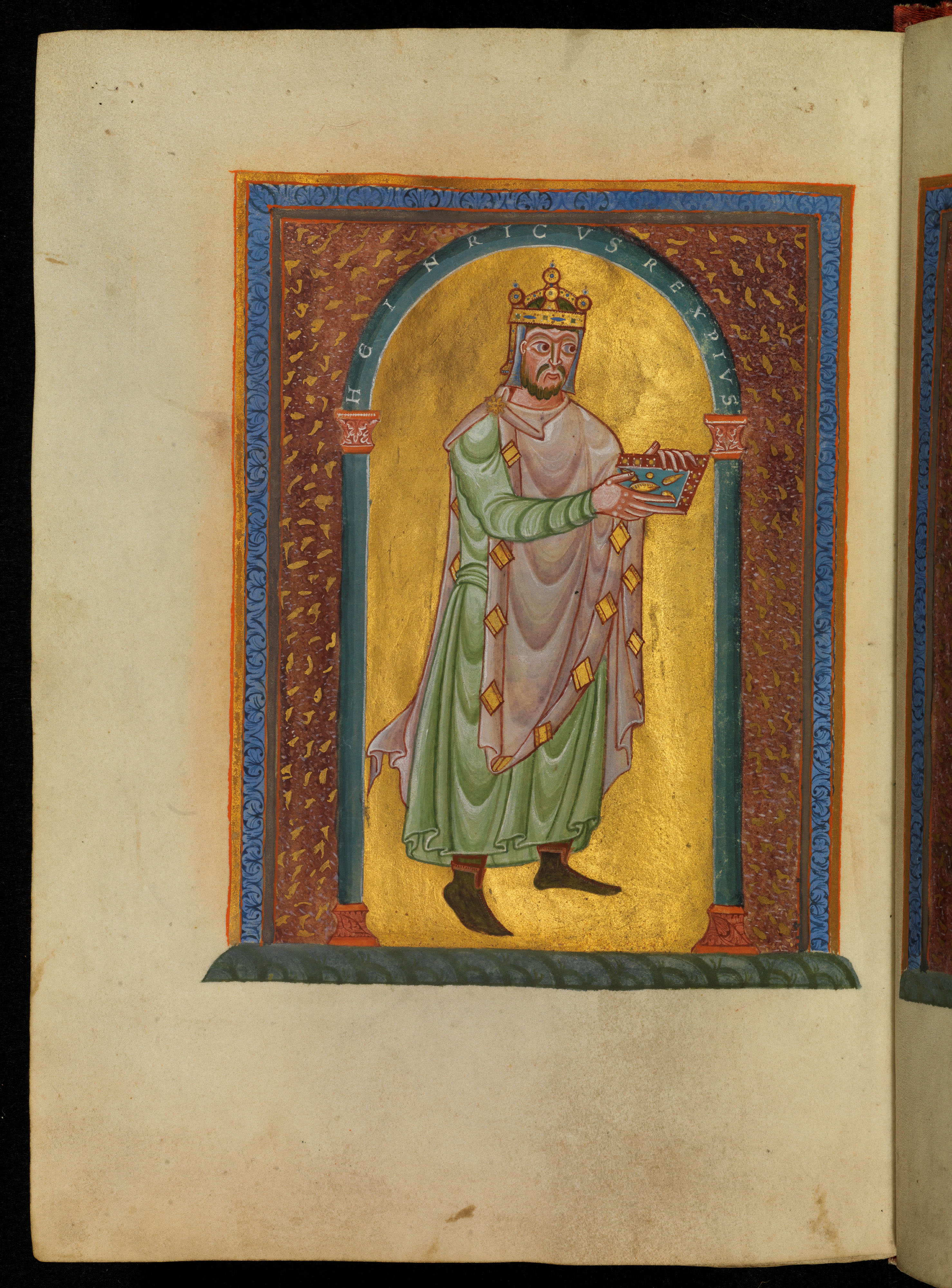
Darstellung Heinrichs II. im Evangelistar aus Seeon (Bamberg, Staatsbibliothek, Msc.Bibl.95, fol. 7v).

1004 führte Heinrich einen Feldzug gegen den Markgrafen Arduin von Ivrea. Dieser hatte im März 997 den Bischof Petrus von Vercelli ermordet und war im Januar 999 durch eine römische Synode im Beisein von Papst und Kaiser verurteilt worden. Trotzdem war er am 15. Februar 1002, nur drei Wochen nach dem Tode Ottos III., zum König von Italien (rex Italiae) erhoben worden.
Andere lombardische Bischöfe, unter ihnen Leo von Vercelli, riefen dagegen Heinrich II. um Hilfe. Sie waren von Arduin mehrfach in ihrer Verfügungsgewalt über das Kirchengut beschnitten worden. Nach anfänglichem Zögern rüstete Heinrich 1004 zu seinem ersten Italienzug. Zuvor hatte bereits ein Heer unter Otto von Worms, dem Herzog von Kärnten, im Januar 1003 an den Veroneser Klausen eine schwere Niederlage erlitten.
Das Heer des ersten Italienzuges bestand fast ausschließlich aus Truppen des bayerischen Klerus und Adels. Heinrich sammelte seine Truppen in Augsburg und zog über den Brenner nach Trient. Angesichts der ungewissen Situation in Italien intensivierte Heinrich die Gebetshilfe. In der Trienter Bischofskirche ging er zusammen mit seinen geistlichen und weltlichen Großen sowie den oberitalienischen Bischöfen eine Gebetsverbrüderung ein. Der Erzbischof Arnulf II. krönte Heinrich am 14. Mai 1004 in Pavia zum König von Italien (rex Langobardorum). Die Zeremonie wurde in der Kirche San Michele Maggiore vollzogen, in der zwei Jahre zuvor Arduin zum König gekrönt worden war. Seit Otto I. hatte sich keiner der ottonischen Herrscher mehr zum König von Italien krönen lassen. In der folgenden Nacht griffen die Bürger Pavias Heinrich und seine Begleiter an. Diese wiederum setzten Häuser in Pavia in Brand, um die entfernt lagernden Truppen zu alarmieren. Der Aufstand konnte nur mit Mühe niedergeschlagen werden. Bei dem Angriff wurde Heinrichs Schwager Giselbert, der ältere Bruder von Königin Kunigunde, so schwer verletzt, dass er wenige Tage später starb.
Nachdem Heinrich die Huldigung weiterer Lombarden auf einem Hoftag in Pontelungo entgegengenommen hatte, zog er sich Anfang Juni 1004 aus Italien zurück, ohne die Kaiserkrone erlangt oder Arduin besiegt zu haben. Italien blieb nun für ein ganzes Jahrzehnt sich selbst überlassen. Allerdings sind für diesen Zeitraum Zeugnisse über herrscherliche Aktivitäten Arduins rar.

#### Konflikt mit Bolesław Chrobry

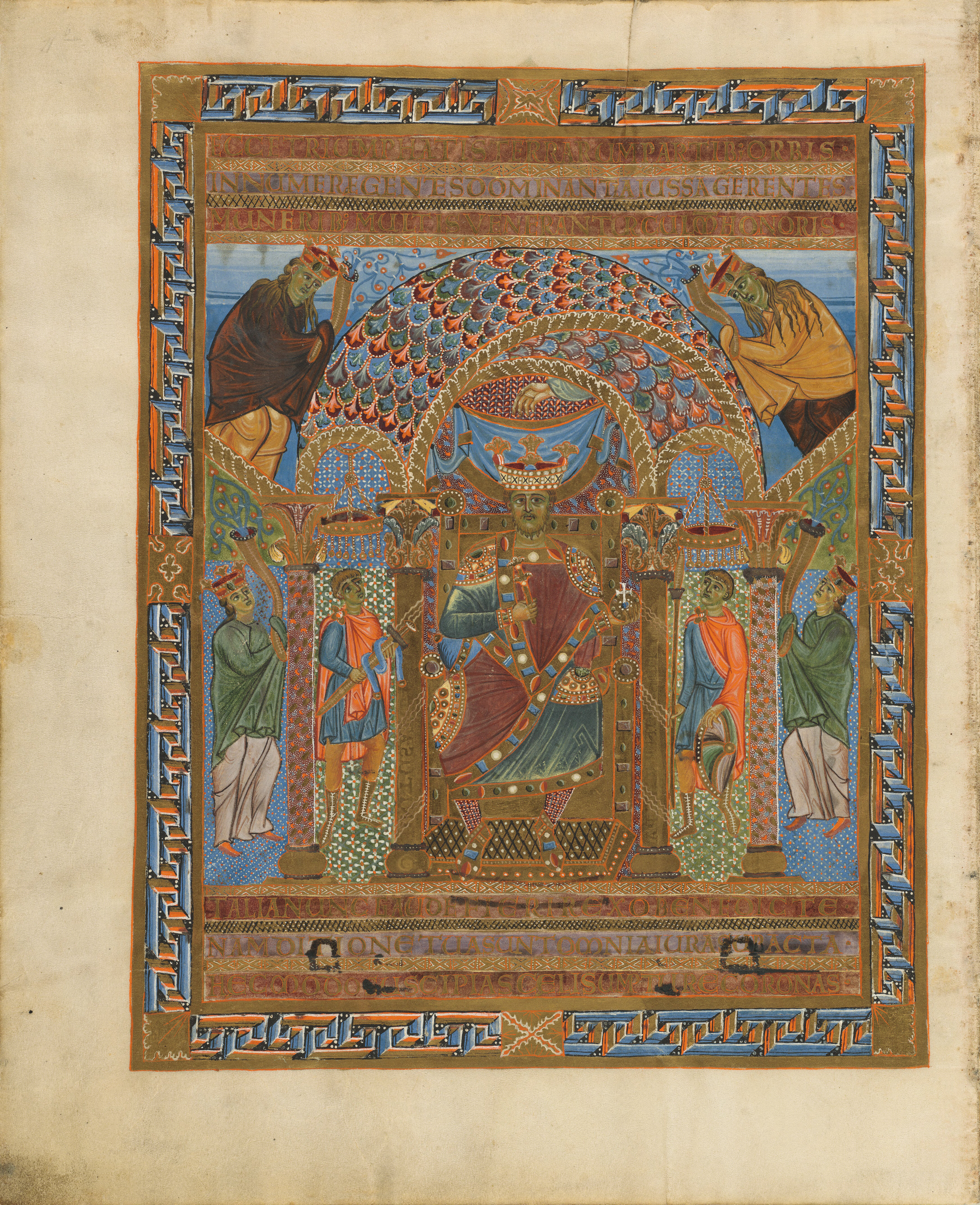
Thronbild Heinrichs II. im Regensburger Sakramentar (München Bayerische Staatsbibliothek, Clm 4456, fol. 11v).

Durch die Wahl zum König geriet Heinrich II. in einen Konflikt mit dem polnischen Herrscher, dem Piasten Bolesław I. Chrobry. Die Auseinandersetzung lässt sich anhand der Friedensschlüsse von Posen 1005, Merseburg 1013 und Bautzen 1018 in drei Phasen gliedern.
Der Tod Ottos III., die Ermordung des Thronkandidaten Markgraf Ekkehard von Meißen sowie die Königsherrschaft Heinrichs hatten zu einer Veränderung des Herrschaftsverbandes geführt. Die früheren sächsischen Gegner von Heinrichs Vater standen zuerst auf der Seite Ekkehards, nach dessen Tod suchten sie Rückhalt bei Bolesław. Als bayerischer Herzog hatte Heinrich seinerseits intensive Beziehungen zu den böhmischen Přemysliden unterhalten, die traditionell zu den Gegnern der polnischen Piasten gehörten. Bolesław war einer der wichtigsten Gefolgsleute Ottos III. Dieser hatte ihn in Gnesen im Jahre 1000 besonders geehrt. Ob es sich dabei um eine Königserhebung (Johannes Fried) oder aber um ein Freundschaftsbündnis (Gerd Althoff) handelt, ist in der neueren Forschung umstritten. Durch die Rangerhöhung in Gnesen dürfte sich Bolesław dem Bayernherzog Heinrich zumindest gleichgestellt, wenn nicht gar übergeordnet gefühlt haben. Unter dem neuen Herrscher Heinrich II. verlor Boleslaw an Einfluss. Künftige Einigungsversuche sollten immer wieder an der Frage von Gleich- oder Unterordnung scheitern.
Bei der Nachwahl Heinrichs II. im Jahr 1002 in Merseburg konnte Bolesław als Verwandter Markgraf Ekkehards seinen Anspruch auf die ganze Mark Meißen nicht durchsetzen, obwohl er Heinrich als Gegenleistung viel Geld bot. Er erhielt lediglich die Lausitz und das Milzenerland. Daher verließ er Merseburg enttäuscht. Der Kern des Konflikts bestand jedoch nicht allein im territorialpolitischen Streit um das Erbe Ekkehards von Meißen. Knut Görich erklärt den Konflikt „mit politischen Bindungen und Traditionen“ aus Heinrichs Zeit als Bayernherzog – dieser habe sich auf die Gegner Bolesławs im sächsischen Adel gestützt – und mit dem Zwang, den königlichen honor (Ehre) durchzusetzen. Stefan Weinfurter sieht den Antrieb für die langen kriegerischen Auseinandersetzungen in ähnlichen Herrschaftsauffassungen. Beide verfolgten „die Idee eines Kirchenreiches auf Erden“. Beide Herrscher hielten sich für von Gott auserwählt; sie wollten ihre Herrschaft auf die Gebote Gottes ausrichten und ihrem Volk diese vermitteln. Joachim Henning erkennt aus archäologischer Sicht die Konfliktursache im „Bestreben nach Neuverteilung des Zugriffs auf die sich entfaltende Wirtschafts- und Handelsszene im Osten“. Beide Herrscher beanspruchten den Zugriff auf die vom Rheinland über Erfurt, Meißen, Krakau nach Kiew und weiter nach Mittelasien verlaufende Handelsroute, deren Bedeutung stark zugenommen hatte. Als wichtigsten Beleg für seine These führt Henning das Aufkommen eines neuen Burgentyps an. Damit sollten wichtige Punkte des überregionalen Fernhandels besetzt werden.
Bolesław wurde beim Verlassen Merseburgs überfallen. Nur dem Eingreifen Herzog Bernhards von Sachsen und Markgraf Heinrichs von Schweinfurt verdankte er seine Rettung. Nach Thietmar war das Motiv für den Überfall, dass Bolesławs Begleitung bewaffnet den Königshof betreten und damit nach der Ansicht einiger Adliger den honor (Ehre) des Königs verletzt hatte. Thietmar behauptet zwar, der Überfall sei „ohne des Königs Weisung und Wissen“ erfolgt, gibt damit aber zu erkennen, dass nicht alle Zeitgenossen dieser Meinung waren. Für den Überfall erhielt Bolesław von Heinrich keine Genugtuung. Auf dem Rückweg ließ der Pole die Burg Strehla niederbrennen und eröffnete damit die Fehde gegen den König. Bolesław fand Unterstützung beim Markgrafen Heinrich von Schweinfurt, dem der König das bayerische Herzogtum trotz Zusage verweigerte. Heinrich schloss zu Ostern 1003 in Quedlinburg ein Bündnis mit den heidnischen Liutizen. Dieses Bündnis mit heidnischen Feinden gegen die christlichen Polen rief bei den Sachsen heftigste Empörung hervor. Es steht in Zusammenhang mit den traditionell guten bayerisch-böhmischen Beziehungen und den Bündnissen zwischen den Böhmen und Liutizen. Bolesław genoss im sächsischen Adel erhebliche Sympathien. Mehrfach unterstützten die sächsischen Adeligen Heinrich nur zögernd; während seiner Abwesenheit waren militärische Aktionen gegen den Polen nicht durchzusetzen.
Thietmar nahm in dem Konflikt klar für Heinrich und gegen Bolesław Stellung. Die Parteinahme sächsischer Adliger für Bolesław führte er fast durchweg auf Bestechung zurück. Das Ausmaß ihrer Hilfeleistungen für den Polen machen die Maßnahmen Heinrichs gegen vermeintliche oder tatsächliche Unterstützer Bolesławs deutlich. Den Markgrafen Gunzelin von Meißen hielt Heinrich über sieben Jahre in Haft. Andere sächsische Große wurden durch Güterkonfiskation und Entzug der königlichen Huld bestraft. Heinrich versuchte seinen Handlungsspielraum bei Streitigkeiten innerhalb des Adels zu erweitern, indem er sich durch die Vergabe von Ämtern und Lehen zuverlässige Gefolgsleute verschaffte oder Anhänger Bolesławs schwächte. Seinen Handlungsspielraum versuchte Heinrich auch durch die Heranziehung des Episkopats zu vergrößern. Im Jahr 1005 schloss er zusammen mit seiner Gemahlin und zahlreichen sächsischen Bischöfen sowie Herzog Bernhard von Sachsen den Dortmunder Totenbund, wodurch sich alle Teilnehmer im Falle eines Todes zu wechselseitigen Gebets-, Fasten- und karitativen Leistungen verpflichteten. Heinrich war der einzige liudolfingische Herrscher, der sich auf einer Synode mit Bischöfen zu einer Gebetsverbrüderung zusammenschloss. Mit dieser Gebetsverbrüderung wollte er sich die Unterstützung der Bischöfe für den bevorstehenden Zug gegen Bolesław sichern. Bei den Besetzungen der Bischofssitze wurden mit Thietmar in Merseburg, Wigger in Verden und Eilward in Meißen Vertraute des Königs bevorzugt. Im Gegenzug wurden die sächsischen Bischöfe für die Heeresfolge gegen Bolesław intensiv herangezogen.

##### Frieden von Posen (1005)
Nach Thronwirren in Böhmen hatte Bolesław dort die Herrschaft erlangt, verweigerte aber die Entgegennahme der Herzogswürde als Lehen aus der Hand Heinrichs II. Zur Tilgung dieser Schmach zog Heinrich 1005 mit seinem Heer bis vor die Festung Posen. Durch Vermittler wurde der Konflikt beigelegt. Bolesławs Verbündeter, Markgraf Heinrich von Schweinfurt, musste sich barfuß und in ärmlichem Gewand einem Unterwerfungsritual (deditio) unterziehen und wurde für kurze Zeit in Haft genommen. Bolesław hingegen leistete diese demonstrative Unterordnung nicht. Da nach Konflikten ein Treffen nur möglich war, wenn der Unterlegene für den verletzten honor des Königs durch eine öffentliche Unterwerfung Genugtuung leistete, blieb eine persönliche Begegnung zwischen Heinrich und Bolesław aus. Vielmehr beschworen Vermittler, darunter der Erzbischof Tagino von Magdeburg, vor Posen mit Bolesław, aber in Abwesenheit des Königs den Frieden. Für Heinrich war dieser Frieden keine öffentliche Genugtuung für den zuvor durch Bolesław verletzten honor.

##### Frieden von Merseburg (1013)
Für die geplante Romfahrt zur Kaiserkrönung benötigte Heinrich Ruhe im nördlichen Reichsteil. Bolesław kam der angestrebte Ausgleich nicht ungelegen, denn er hatte mit Problemen in der Kiewer Rus zu kämpfen. Im Jahr 1013 setzten Friedensverhandlungen auf einem Hoftag in Merseburg ein. Bolesław leistete den Treueid und erhielt die Lausitz und das Milzenerland zu Lehen. Bolesław trug das Schwert, als Heinrich unter der Krone zur Merseburger Kirche ging. Ob es sich beim Schwertträgerdienst um eine besondere Ehrung (Knut Görich) oder um ein Zeichen demonstrativer Unterordnung (Gerd Althoff) handelt, ist in der neueren Forschung umstritten. In Merseburg wurde auch die schon in Gnesen zwischen Otto III. und Bolesław verabredete Ehe vollzogen. Richeza, eine Verwandte Heinrichs aus der Familie der Ezzonen, heiratete Mieszko II., den Sohn Bolesławs. Die Ortswahl mit Merseburg sollte wohl auch symbolisch die Beleidigungen in der historischen Erinnerung tilgen, die Bolesław 1002 an diesem Ort erlitten hatte. Zugleich sollte mit der Ortswahl die Anerkennung der übergeordneten Stellung Heinrichs deutlich gemacht werden. Eine rituelle Unterwerfung (deditio) unter Heinrich II. musste Bolesław anscheinend aber nicht leisten.

### Kaiser

#### Kaiserkrönung in Rom (1014)

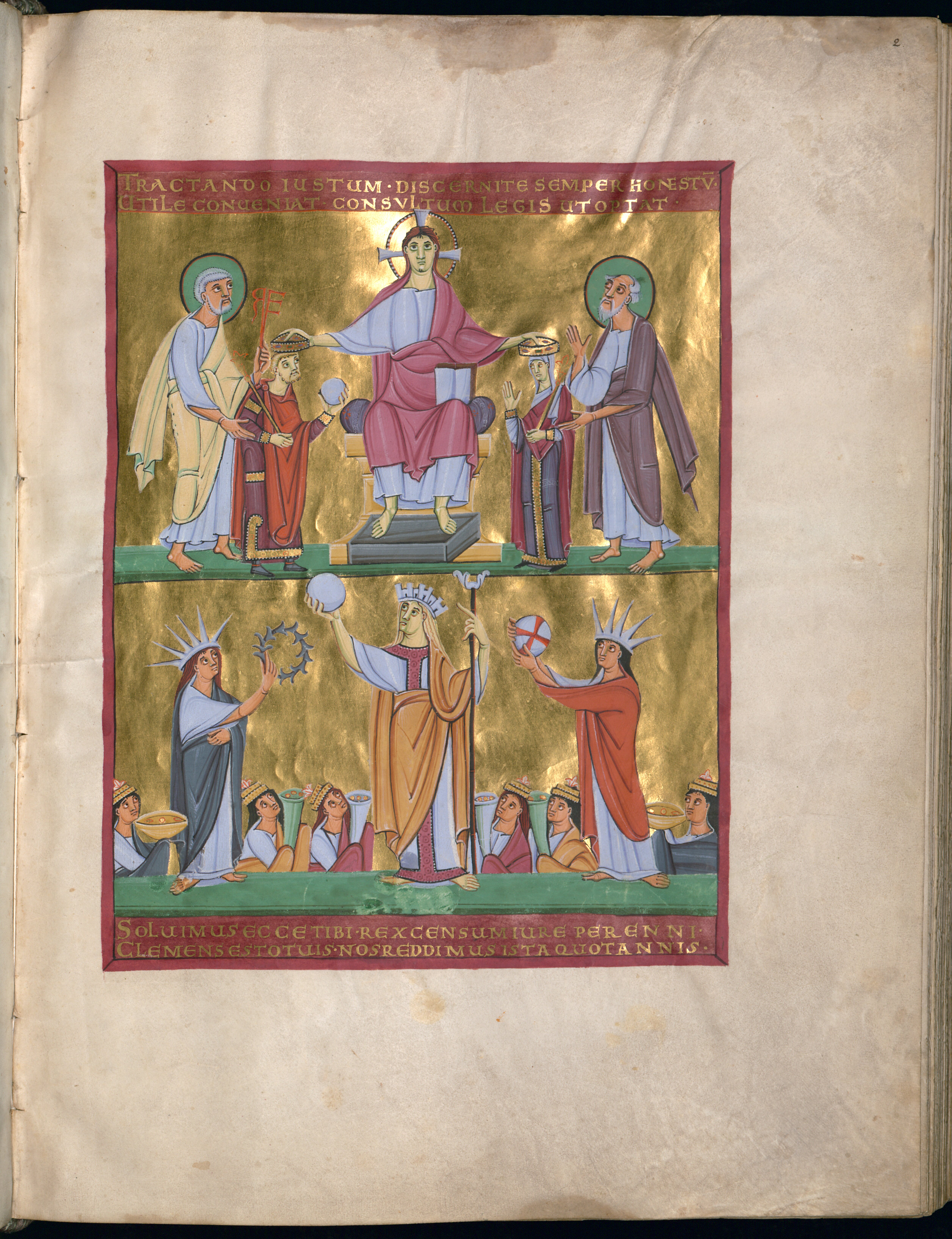
Heinrich II. und Kunigunde werden von Christus gekrönt, Personifikationen reichen huldigend Gaben dar. Aus dem Perikopenbuch Heinrichs II. (München, Bayerische Staatsbibliothek, Clm 4452, fol. 2r)

Ähnlich wie bei Heinrichs Vorgängern konnten sich kaisertreue Päpste in Rom nicht halten und wurden durch Repräsentanten stadtrömischer Adelsgruppen verdrängt. Solche Vertreter des römischen Adels waren Johannes XVII., der im Jahr 1003 amtierte, Johannes XVIII. (1003–1009) und Sergius IV. (1009–1012). Sie alle waren entweder Verwandte des römischen Patricius Johannes II. Crescentius oder zumindest stark von ihm abhängig. Johannes II. Crescentius verhinderte mehrfach Treffen zwischen dem jeweiligen Papst und dem König.
Nachdem kurz hintereinander im Mai 1012 Papst Sergius IV. und der ihn stützende Johannes gestorben waren, setzten die Tuskulaner Grafen, die Rivalen der Crescentier, ihr Familienoberhaupt Benedikt VIII. auf den päpstlichen Thron. Das folgende kurze Schisma mit dem Gegenpapst Gregor (VI.) entschied Benedikt für sich, indem er die Gründung des Bistums Bamberg bestätigte und Heinrich die Kaiserwürde anbot.
Im Oktober 1013 machte sich Heinrich mit einem Heer von Augsburg aus auf den Weg nach Italien, nachdem er sich durch den Frieden von Merseburg den nötigen Freiraum verschafft hatte. Ihn begleiteten seine Gattin Kunigunde und eine Reihe von Klerikern. In Pavia stießen weitere Bischöfe und Äbte zu ihm. Arduin, der immer noch in Teilen Oberitaliens herrschte, wich einer militärischen Auseinandersetzung aus und bot dem König die Niederlegung seiner Krone an, wenn ihm nur seine Grafschaft belassen würde. Heinrich lehnte ab und setzte seinen Zug nach Rom zur Kaiserkrönung fort.
Am 14. Februar 1014 krönte ihn Benedikt VIII. in der Basilika St. Peter zum Kaiser und seine Gattin zur Kaiserin. Dabei überreichte ihm der Papst eine mit einem Kreuz gezierte goldene Kugel. Dies ist der erste Beleg für die Verwendung eines „Reichsapfels“. Solch ein Reichsapfel wurde später ein fester Bestandteil der Reichsinsignien.
Anschließend fand unter dem Vorsitz von Kaiser und Papst in Rom eine Synode statt, auf der fünf Bischöfe abgesetzt und Verfügungen gegen die Simonie und für die Keuschheit von Klerikern erlassen wurden; außerdem wurde die Rückgabe von entfremdetem Kirchengut gefordert. Kurz darauf zog der Kaiser wieder nach Norden, wobei er das Kloster in Bobbio zum Bistum erhob. Rom überließ er dem Papst und den diesen stützenden Adelsgeschlechtern; von königlichen Eingriffen in die Verhältnisse Italiens und des Kirchenstaates ist wenig überliefert. Vielmehr feierte er Ostern bereits in Pavia und Pfingsten in Bamberg. Selbst der Konflikt mit Arduin wurde nicht gelöst. Doch Arduin erkrankte bald schwer und zog sich wohl angesichts des Todes in das Kloster Fruttuaria zurück. Am 14. Dezember 1015 starb er. Er war der letzte Nationalkönig Italiens vor Viktor Emanuel II., der 1861 italienischer König wurde.

#### Frieden von Bautzen (1018)
Bolesław hatte die zugesagte Unterstützung bei Heinrichs Romzug 1013/14 nicht geleistet. Seine Teilnahme hätte zugleich eine demonstrative Unterordnung unter den künftigen Kaiser sinnfällig gemacht. Heinrich verlangte eine Rechtfertigung für die Verletzung der Hilfspflicht, die zu Ostern 1015 auf einem Hoftag in Merseburg geleistet werden sollte. Dabei sollte Bolesław wohl barfuß und im Büßergewand erscheinen, sich zu Boden werfen und demütig um die Huld des Herrschers bitten. Heinrich nahm Bolesławs Sohn Mieszko II. als Geisel und ließ ihn lange Zeit in Haft halten, um das Erscheinen des polnischen Herrschers zu erzwingen. Erst nach eindringlichen Forderungen der sächsischen Adligen lieferte er Mieszko im November 1014 an Bolesław aus. Die lange Haft deutete Bolesław als Demonstration der Feindseligkeit Heinrichs; er weigerte sich, der Ladung auf einen Hoftag nachzukommen. Heinrich führte im Sommer 1015 und ein letztes Mal im Sommer 1017 vergeblich Kriegszüge gegen den Polen. Die kaiserlichen Truppen mussten dabei hohe Verluste hinnehmen und umkehren. Zu keinem Zeitpunkt der Auseinandersetzungen mit Bolesław verlor Heinrich mehr sächsische Adlige im Kampf als im Jahr 1015. Der mangelnde Einsatz des sächsischen Adels verhinderte einen Erfolg der Feldzüge Heinrichs. Die sächsischen Fürsten leiteten Friedensverhandlungen ein. Für Bolesław waren die Verhältnisse in der Kiewer Rus erneut die entscheidende Motivation für einen Friedensschluss. Am 30. Januar 1018 beschworen Erzbischof Gero von Magdeburg, Bischof Arnulf von Halberstadt, Markgraf Hermann von Meißen, der Wettiner Graf Dietrich und der kaiserliche Kämmerer in Bautzen einen dauerhaften Frieden zwischen Bolesław und Heinrich, ohne dass sich die beiden Herrscher persönlich begegneten und den Frieden demonstrativ bestätigten. Beide Seiten stellten Geiseln, sodass die Gleichrangigkeit der Parteien deutlich wurde.

#### Erwerb Burgunds
Erfolgreicher agierte Heinrich im Westen des Reiches, vor allem im Königreich Burgund. Über seine Mutter Gisela war er ein Neffe des kinderlosen Königs Rudolf III. von Burgund. 1006 trafen die beiden Herrscher erstmals zusammen. Dabei stellte Rudolf dem Ottonen verbindlich das Erbe seines Königreichs in Aussicht und trat ihm Basel als eine Art Pfand ab. Die Stadt eröffnete Heinrich fortan den Zugang in das Königreich Burgund. Bei Treffen im Mai 1016 in Straßburg und im Februar 1018 in Mainz bestätigte Rudolf seine Anerkennung von Heinrichs Erbanspruch. Allerdings starb Heinrich 1024 noch zu Rudolfs Lebzeiten. Daher trat erst sein Nachfolger Konrad II. 1032/33 das burgundische Erbe an.

#### Feldzug gegen Byzanz

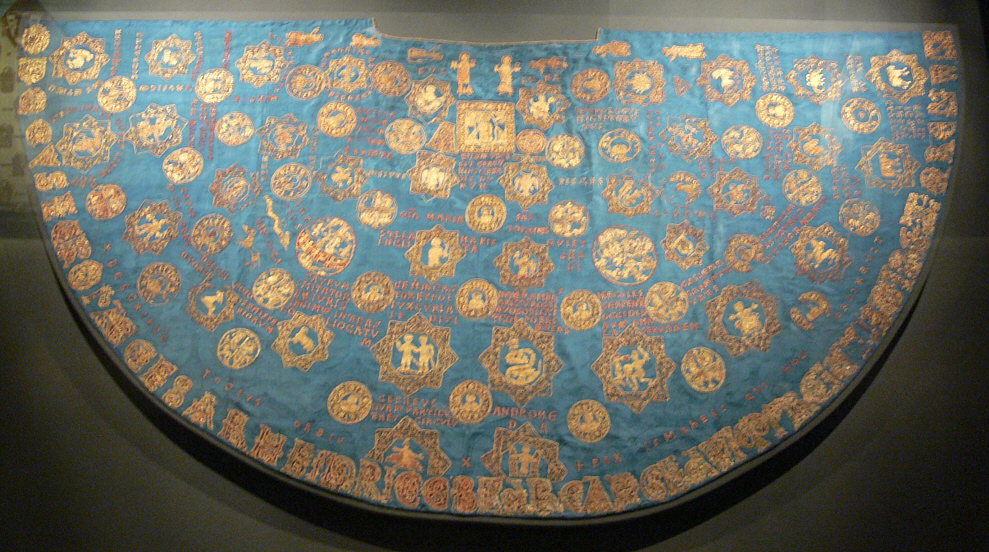
Sternenmantel Heinrichs II., 1020 als Gastgeschenk des Meles von Bari aus Anlass des Treffens zwischen dem Kaiser und Papst Benedikt VIII. nach Bamberg gebracht, Diözesanmuseum Bamberg

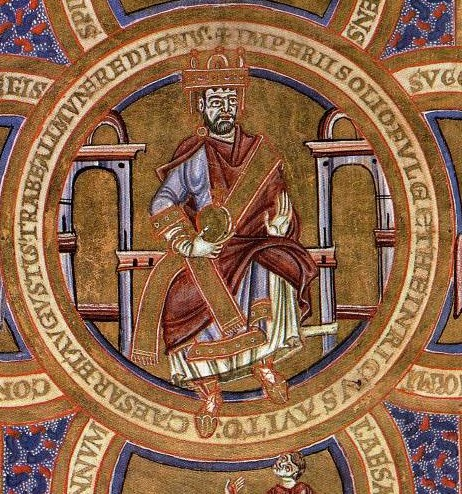
Ausschnitt mit dem thronenden Kaiser Heinrich II. (oder Heinrich III.?) im Evangeliar von Montecassino (Rom, Biblioteca Apostolica Vaticana, Cod. Ottob. lat. 74, fol. 193v).

Heinrichs Engagement in Italien und seine Krönung zum Kaiser brachten ihn unweigerlich in Konflikt mit Byzanz, das bestrebt war, seine alten Machtansprüche in Süditalien wieder stärker zur Geltung zu bringen. So ließ Kaiser Basileios II. systematisch das Verwaltungssystem ausbauen und verstärkte Festungen und Burgen. Die Fürsten Pandulf von Capua und Waimar von Salerno hatten sich der byzantinischen Herrschaft angeschlossen.
Angesichts der byzantinischen Erfolge in Unteritalien, die zur Restauration der byzantinischen Herrschaft bis nach Mittelitalien führten, entschloss sich Papst Benedikt VIII. im Jahr 1020 zu einem ungewöhnlichen Schritt: Er suchte den Kaiser nördlich der Alpen auf und beriet sich mit ihm in Bamberg und Fulda. Seit 833 hatte kein Papst mehr den Kaiser nördlich der Alpen aufgesucht. In Bamberg waren neben dem Papst und einer großen Zahl von weltlichen und geistlichen Reichsfürsten auch Meles von Bari, der Anführer eines apulischen Aufstandes gegen die byzantinische Herrschaft, und sein normannischer Kampfgefährte Rudolf anwesend. Gemeinsam feierten sie das Osterfest. Meles überreichte dem Kaiser ein kostbares Geschenk, einen Sternenmantel, als Symbol für den allumfassenden kaiserlichen Anspruch auf Weltherrschaft. Daraufhin verlieh Heinrich Meles die Würde eines Herzogs von Apulien, doch schon wenige Tage später, am 23. April 1020, starb Meles.
Angesichts der bedrohlichen Lage erreichte der Papst, dass Heinrich im Herbst 1021 noch einmal zu einem Italienzug aufbrach. Noch vor seinem dritten Italienzug besetzte er die beiden wichtigsten Bischofssitze im Reich mit zwei Klerikern bayerischer Herkunft, Aribo für Mainz und Pilgrim für Köln. Drei Heeresgruppen, die neben dem Kaiser die Bischöfe Pilgrim von Köln und Poppo von Aquileia befehligten, zogen nach Süditalien. Pandulf von Capua, Waimar von Salerno und andere italienische Fürsten ergaben sich Pilgrim. Pandulf wurde vom Fürstengericht zum Tode verurteilt und sollte in Bari öffentlich ertränkt werden. Auf Fürsprache Pilgrims ordnete Heinrich seine Verbannung in Ketten ins Reich nördlich der Alpen an. In Ketten wurden Adlige in der Ottonenzeit gewöhnlich nicht gelegt.
Mit einem Heer zog Heinrich nach Nordapulien, wo er lange ohne Erfolg die byzantinische Festung Troia belagerte. Die Bewohner der Stadt schickten zweimal ihre Kinder mit einem Priester zum Kaiser, um Vergebung zu erbitten. Erst beim zweiten Mal ließ Heinrich Milde walten. Die Einwohner mussten ihre Stadtmauern ein Stück weit niederreißen, durften sie aber nach einem Treueid und nach Geiselstellung wieder aufbauen. Die byzantinischen Truppen konnten jedoch nicht zu einer Schlacht gezwungen werden. Heinrich musste umkehren, wobei sein durch Krankheiten geschwächtes Heer große Verluste erlitt. Aber auch Basileios II. konnte keinen Nutzen aus Heinrichs Rückzug ziehen, er starb bereits 1025.

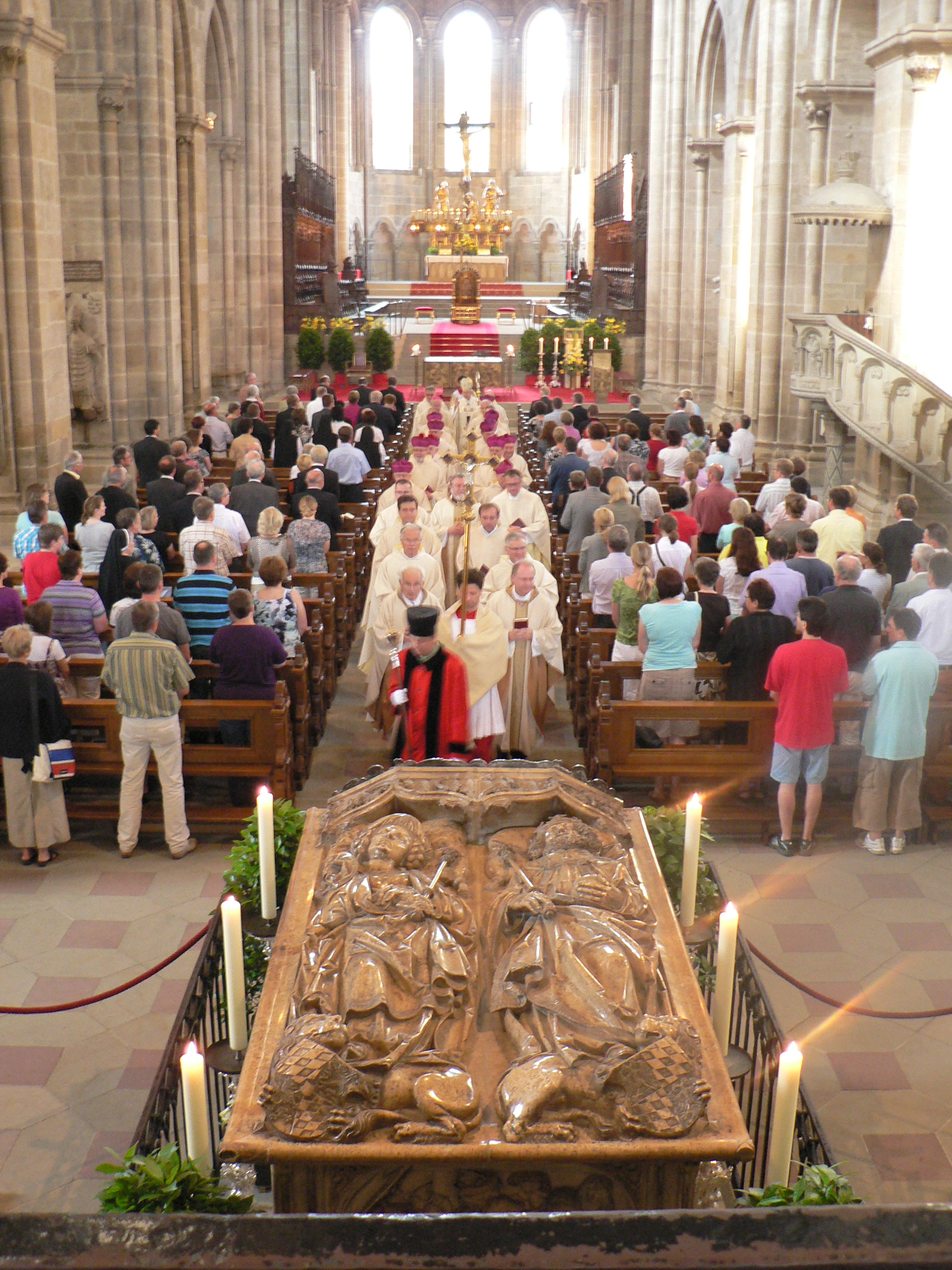
Heinrichs Grab im Bamberger Kaiserdom (Heinrichsfest am 13. Juli 2010)

### Tod und Nachfolge

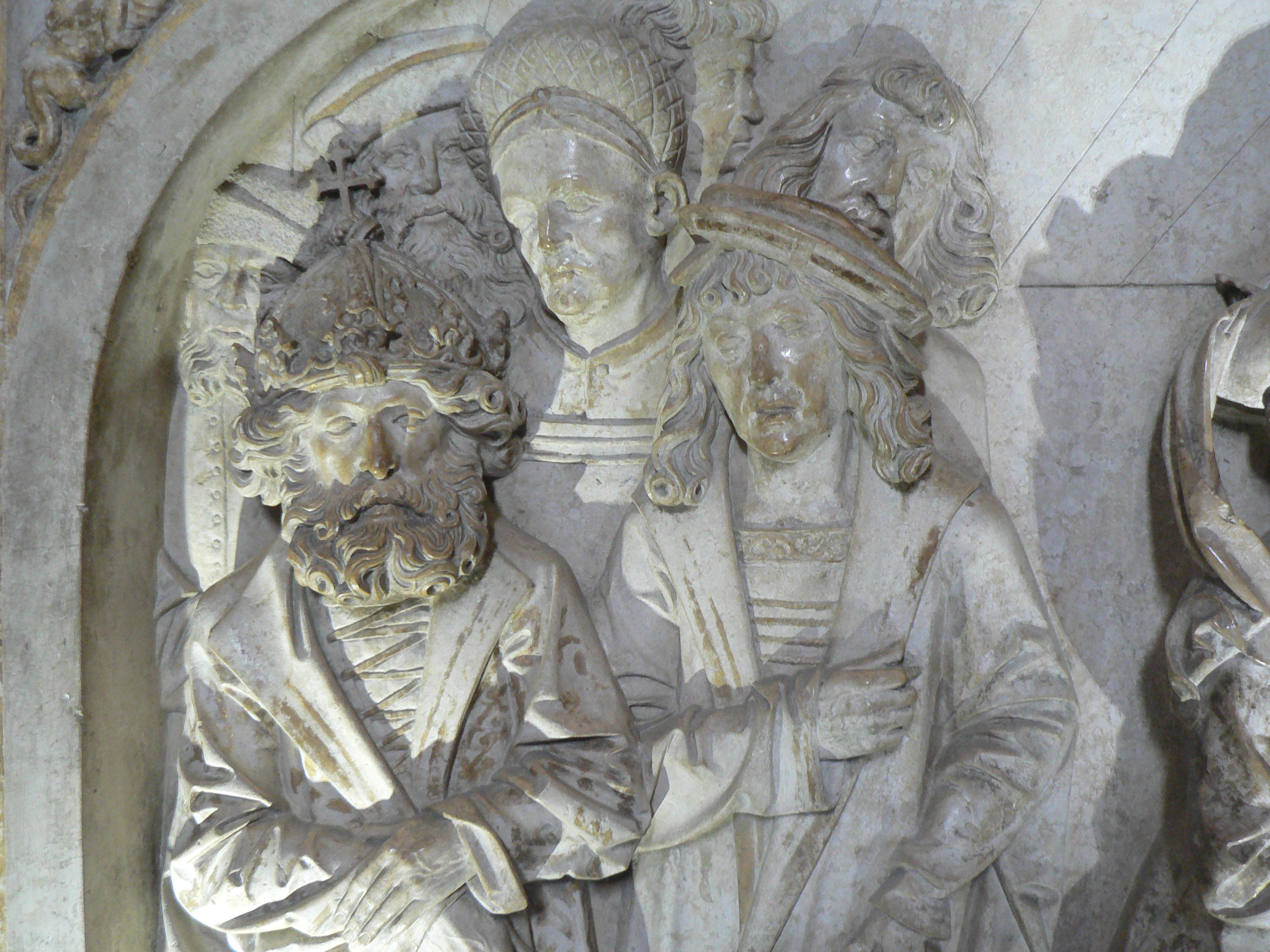
Heinrichs Grab in Bamberg

In seinen letzten Lebensjahren blieb Heinrichs Herrschaft von größeren Konflikten verschont. Im Jahr 1023 erneuerte er das 1006 geschlossene Freundschaftsbündnis mit dem westfränkischen König Robert II. Zu Beginn des Jahres 1024 musste Heinrich wegen einer Krankheit in Bamberg eine fast dreimonatige Pause einlegen. In Magdeburg konnte er im April 1024 noch einmal das Osterfest feiern. Nach den Osterfeierlichkeiten brach er auf, musste sich dann aber wegen einer schweren Erkrankung zwei Monate in Goslar aufhalten. Ein heftiger Rückfall zwang ihn zu einem Aufenthalt in der Pfalz Grona bei Göttingen, wo er schließlich am 13. Juli 1024 an einem chronischen schmerzhaften Steinleiden starb. Sein Grab fand er im Bamberger Dom, wo er das von Tilman Riemenschneider um 1500 neu geschaffene repräsentative sogenannte Kaisergrab möglicherweise mit Kaiserin Kunigunde teilt. Da die Ehe kinderlos blieb, endete mit seinem Tod die Herrschaftszeit der Ottonen. Heinrich II. hinterließ ein Reich ohne größere ungelöste Probleme.
Anfang September versammelten sich die Großen des Reiches in Kamba, um in Verhandlungen einen möglichst breiten Konsens für einen neuen König herbeizuführen. Als neuer Herrscher setzte sich schließlich der Salier Konrad II. durch. Von seinem Vorgänger grenzte sich Konrad entschieden ab. Nie leitete er sein Königtum von ihm ab. Allerdings orientierte sich Konrad II. in vielen Bereichen der königlichen Herrschaftsführung an Heinrich II. Der erste Salier übernahm das Personal der Hofkapelle und der Königskanzlei, führte die Grundsätze der Kirchenpolitik ebenso wie der Italienpolitik und des Kaisergedankens fort und vollendete den von Heinrich II. eingeleiteten Erwerb Burgunds.

## Politik Heinrichs

Eine von Heinrich II. im Januar 1003 ausgestellte Urkunde mit dem Bleisiegel „Renovatio regni Francorum“

Lange Zeit galt Heinrich als zäher Realpolitiker, der in der königlichen Metallbulle die Devise seines Vorgängers Otto III. „Wiederherstellung des römischen Reiches“ (Renovatio imperii Romanorum) durch den Wahlspruch „Wiederherstellung der fränkischen Königsherrschaft“ (Renovatio regni Francorum) ersetzte und die romzentrierte Kaiserideologie aufgab. Heinrich habe sich von Ottos idealistischen Projekten in Italien abgewandt und eine den deutschen Interessen im Osten dienende Realpolitik verfolgt. An die Stelle der Freundschaft und Kooperation mit Bolesław Chrobry sei Feindschaft getreten – konkretisiert in den langwierigen sogenannten Polenkriegen. Die ältere Forschung meinte in den Aktivitäten Heinrichs II. erstmals „den Eiseshauch nationaler Interessenpolitik“ zu spüren.
Dagegen hat Knut Görich (1993) auf das Zahlenverhältnis der bullierten, mit einer Bleibulle versehenen Urkunden Ottos III. und Heinrichs II. hingewiesen. 23 Bullen Ottos stehen hier nur vier Bullen Heinrichs gegenüber. Die Frankenbulle (Renovatio regni Francorum) wurde nur zu aktuellen Anlässen nach erfolgreicher Durchsetzung im Reich im Januar und Februar 1003 eingesetzt und neben den überkommenen Wachssiegeln benutzt. Schon kurze Zeit später wurde die Verwendung der Frankenbulle aufgegeben.

### Hof und Herrschaftspraxis
Bis weit in das 14. Jahrhundert wurde mittelalterliche Königsherrschaft im Reich durch ambulante Herrschaftspraxis ausgeübt. Heinrich musste durch das Reich reisen und dadurch seiner Herrschaft Geltung und Autorität verschaffen. Die meisten Aufenthalte hatte er in Merseburg (26), Magdeburg (18) und Bamberg (16). Hagen Keller (1982) hat, aufbauend auf den grundlegenden Studien von Roderich Schmidt und Eckhard Müller-Mertens, eine wesentliche Änderung konstatiert: Anders als bei den drei Ottonen habe sich die Herrschaft des Königs seit der Zeit um 1000 durch „die periodische Präsenz des Hofes in allen Teilen des Reiches“ zur Darstellung gebracht. In der jüngeren Mediävistik wurden längerfristige raumpolitische Konzepte für Könige im 10. und 11. Jahrhundert bezweifelt. Die Diskussion dazu ist noch nicht abgeschlossen. Steffen Patzold (2012) hat im Gegensatz zu der Studie von Keller über die Integration der süddeutschen Herzogtümer auch unter Heinrich II. Schwaben als Randzone des Reiches angesehen.
Der Begriff „Hof“ kann als „Präsenz beim Herrscher“ aufgefasst werden. Unter Heinrich setzte ein radikaler Wechsel in der Zusammensetzung des Herrscherhofes ein. Vor allem bayerische Gefolgsleute unterstützten Heinrichs Königsherrschaft. Die wichtigsten Bestandteile des Hofes waren Kanzlei und Hofkapelle. Erzbischof Willigis von Mainz war schon vor Heinrich Leiter der Hofkapelle und der Königskanzlei gewesen. Er blieb in seinem Amt. Die Kanzlei war für die Ausstellung der Urkunden zuständig. Insgesamt sind 509 Urkunden aus Heinrichs 22-jähriger Herrschaftszeit erhalten. Er war einer der wenigen Herrscher seiner Zeit, die Urkunden selbst diktierten. Gerd Althoff hat bei einer Fülle von Urkunden der Ottonen „als Motiv der Schenkung das eigene Seelenheil oder das einer anderen Person“ registriert. Nach Michael Borgolte beträgt der Anteil mit der Hoffnung auf Seelenheil „mehr als zwei Drittel des Gesamtbestandes“ bei den Diplomen Heinrichs II. Die Hofkapelle war am Königshof für die Seelsorge und für die Abhaltung von Gottesdiensten zuständig, zugleich hatte sie aber auch Anteil an der Herrschaftsausübung. Von den 64 Bischöfen, die Heinrich erhoben hat, waren 24 zuvor in der Hofkapelle tätig gewesen.

### Italienpolitik
Heinrich führte die Italienpolitik seiner ottonischen Vorgänger nicht fort. Verglichen mit ihnen hielt er sich nur kurze Zeit in Italien auf. Er ließ sich sogar mehr als ein Jahrzehnt Zeit, ehe er den italienischen Gegenkönig Arduin von Ivrea aus seiner Herrschaft vertrieb. Die Gründe dafür sind bislang nicht geklärt. Nach Stephan Freund verfügte Heinrich über ein gut funktionierendes Informationsnetz, das ihn mit Nachrichten aus Rom und Italien versorgte. Auch die Probleme seiner ottonischen Vorgänger in Italien ließen ihm ein längerfristiges Engagement südlich der Alpen als wenig aussichtsreich erscheinen. Nach Stefan Weinfurter kann die von Heinrich vorgenommene „stärkere Durchdringung nach innen […] auch das Bestreben nach einer schärferen Abgrenzung nach außen“ zur Folge gehabt haben. Nach Weinfurter kann auch Heinrichs Idee vom Moses-Königtum entscheidend gewesen sein. Da Heinrich die Legitimation seiner Herrschaft vom biblisch-mosaischen Königtum herleitete, war das Kaisertum für ihn von geringerer Bedeutung.

### Kirchenpolitik

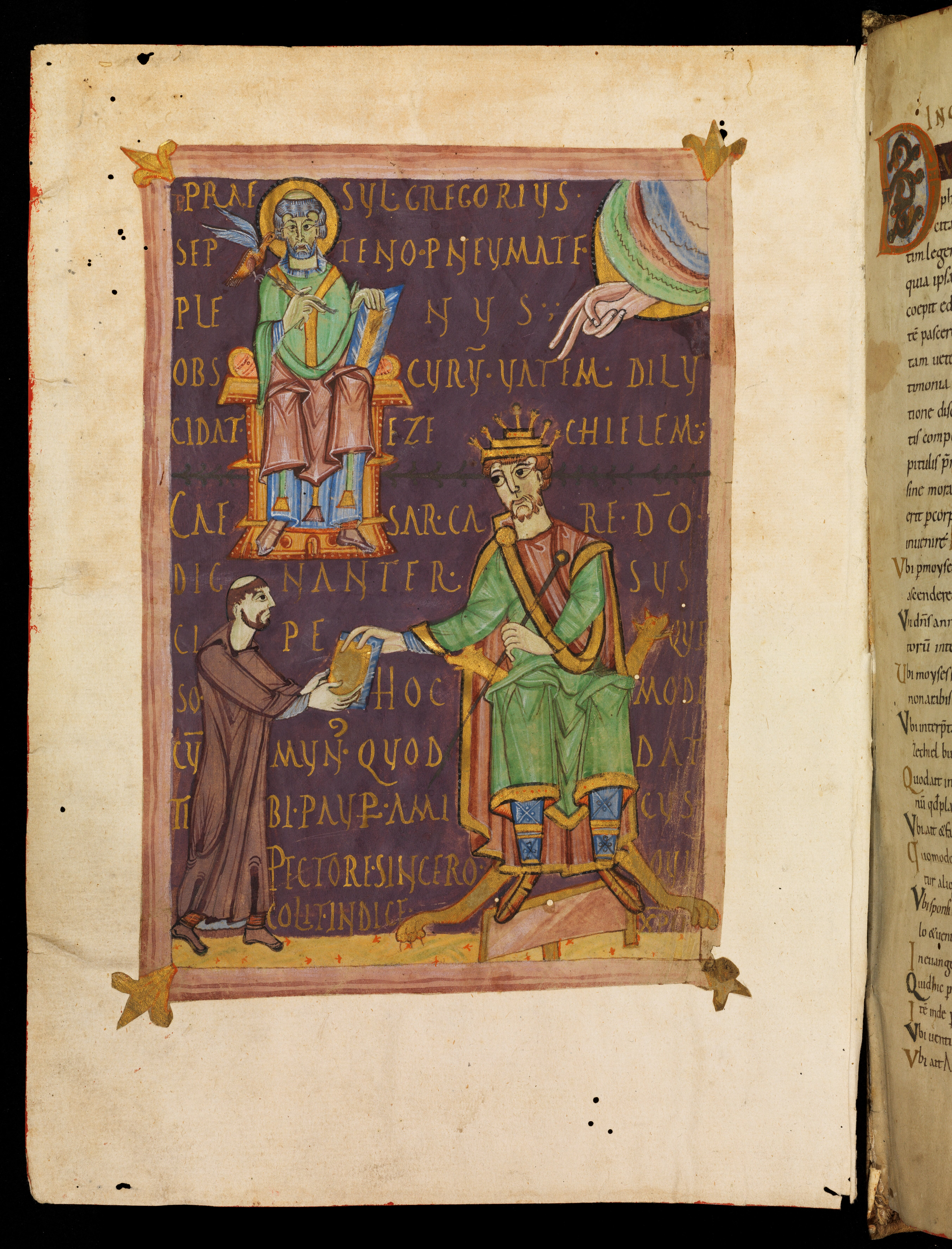
Dedikationsbild mit Papst Gregor dem Großen und einem thronenden Herrscher, vermutlich Heinrich II. Ein Mönch überreicht ihm den Codex. Miniatur in einer Abschrift der Homiliae in Hiezecihelem Gregors des Großen, Süddeutschland, erstes Viertel 11. Jahrhundert (Bamberg, Staatsbibliothek, Msc.Bibl.84, fol. 1v).

Insbesondere beim Verhältnis Heinrichs zur Kirche differieren die Urteile in der modernen Forschung. Nicht sicher zu entscheiden ist, ob ein religiöses, kirchenreformerisches Ziel oder politisches Machtkalkül für das königliche Handeln maßgeblich war.
Als ungelöste kirchliche Probleme übernahm Heinrich von Otto III. die Frage der Wiedereinrichtung des Bistums Merseburg und den sogenannten „Gandersheimer Streit“, der um die Frage geführt wurde, ob das Stift Gandersheim zur Hildesheimer oder zur Mainzer Diözese gehöre.
In der Merseburger Frage hatte Erzbischof Giselher von Magdeburg zuvor über mehrere Jahre den Bemühungen Ottos III. und zahlreicher Synoden widerstanden, ihn zur Wiederherstellung des Merseburger Bischofssitzes zu bewegen. Als Giselher im Jahr 1004 starb, setzte Heinrich als Nachfolger seinen Kandidaten Tagino durch, was ihm die Wiedererrichtung des Bistums Merseburg ermöglichte. Ähnliche Konsequenz zeigte Heinrich bei der Beilegung des Gandersheimer Streites, indem er Willigis von Mainz und Bernward von Hildesheim dazu brachte, den Spruch einer Weihnachtssynode in Pöhlde im Jahr 1006 zu akzeptieren. Diese Entscheidung fiel zugunsten Bernwards aus und beendete den Streit für die Regierungszeit Heinrichs II.
Die aus kirchlicher Sicht suspekten Ehen mit nahen Verwandten bekämpfte Heinrich über seine gesamte Herrschaftszeit. Die Zeit Heinrichs II. markiert für Karl Ubl „den letzten Höhepunkt der staatlichen Verfolgung von Inzestdelikten“. In seiner Zeit wurde das Inzestverbot auf den 7. Grad kanonischer Zählung ausgedehnt. Bereits bei der ersten großen Reichssynode in Diedenhofen am 15. Januar 1003 kritisierte er die Ehe des Saliers Konrad von Kärnten mit der Konradinerin Mathilde als Nahehe. Im März 1018 hatte eine Synode unter Vorsitz des Mainzer Erzbischofs Erkanbald den Grafen Otto von Hammerstein wegen seiner kirchenrechtlich nicht erlaubten Ehe gebannt. Der Graf begann gegen den Erzbischof eine Fehde, womit er Heinrichs Eingreifen provozierte. Im September 1020 belagerte Heinrich die Burg Hammerstein. Graf Otto musste sich ergeben. Das Paar lebte aber weiterhin zusammen und wurde deswegen erneut exkommuniziert. Ottos Gemahlin Irmingard wandte sich an Papst Benedikt VIII., um ihre Ehe fortsetzen zu können. Erst Heinrichs Nachfolger Konrad II. untersagte dem Mainzer Erzbischof eine weitere Verfolgung der Angelegenheit. Laut Hein H. Jongbloed betrieb Heinrich den Hammersteiner Eheprozess aus politischen Gründen. Er habe in intriganter und rachsüchtiger Weise durch den Eheprozess mögliche Ansprüche des Ezzonen Liudolf, eines Enkels Ottos II., auf seine Nachfolge vereiteln wollen. Die Absicht des Königs sei es gewesen, die Nachkommenschaft Ottos II. von der Herrschaft auszuschließen. Liudolf war der Schwiegersohn Ottos von Hammerstein und daher von der Frage betroffen, ob seine Gattin aus einer rechtmäßigen Ehe stammte. Eduard Hlawitschka hingegen sieht in Heinrich nicht die maßgebliche Kraft im Kampf gegen die Hammersteiner Ehe. Die Ezzonen seien auch nicht in besonderem Maße benachteiligt worden.

#### Verhältnis zu den Bischöfen und Bischofskirchen

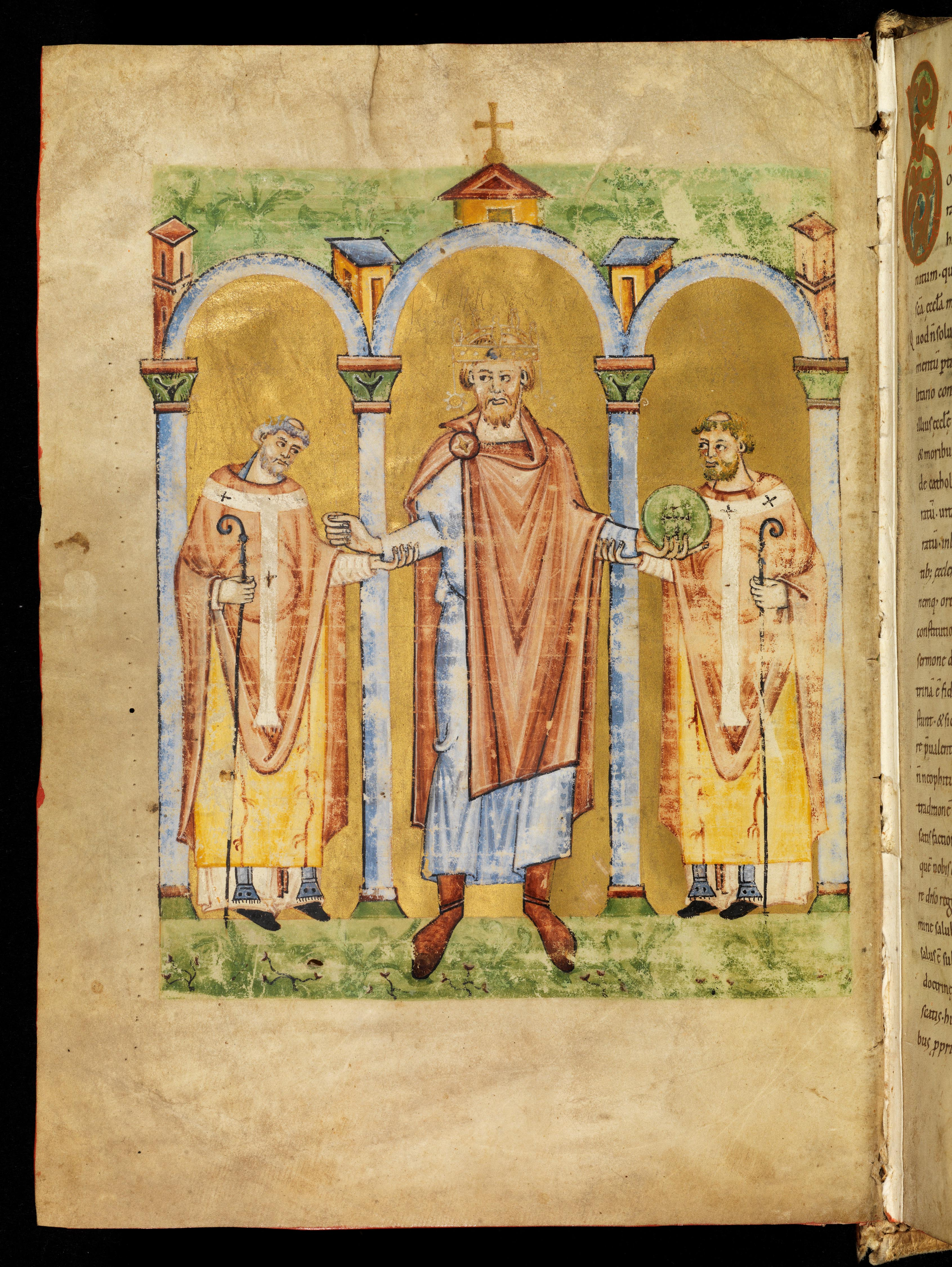
Eine zeitgenössische Miniatur aus einem Seeoner Pontifikale zeigt Heinrich vor goldenem Hintergrund beim Betreten einer Kirche. Heinrich überragt die beiden Bischöfe an seiner Seite deutlich und trägt eine prächtige Krone mit edelsteinbesetzten Pendilien im byzantinischen Stil. Die Bischöfe stützen seine Arme, als wäre er nicht nur Kaiser, sondern auch ein Moses, dem sie wie Aaron und Hur helfen, die zum Gebet erhobenen Arme hochzuhalten (Bamberg, Staatsbibliothek, Msc.Lit.53, fol. 2v)

Unter Heinrich II. wurden vermehrt Grafschaften an Bischöfe übertragen. Die umfangreichen Grafschaftsverleihungen stärkten die Stellung der Kirche gegenüber dem Reich jedoch nicht. Vielmehr leitete Heinrich im Gegenteil aus seiner besonderen Förderung der Klöster und Bischofskirchen das Recht ab, von ihnen besondere Leistungen zu fordern. In seinen Urkunden brachte er diesen Anspruch zweimal zum Ausdruck: „Wem mehr gegeben wird, von dem wird auch mehr gefordert.“ Die Klöster sollten durch die zahlreichen Schenkungen und Privilegien verpflichtet werden, sich stärker für den Reichsdienst heranziehen zu lassen. Doch Heinrich regierte nicht nur die Kirche, er regierte das Reich auch durch die Kirche. In Sachsen versuchte er seinen Handlungsspielraum zu erweitern, indem er den Episkopat unterstützte und zugleich zu weltlichen Aufgaben heranzog. Er regierte vor allem mit Hilfe der Bischöfe. Der Chronist Thietmar umschreibt mit den Begriffen simpnista (Amtskollege) und coepiscopus (Mitbischof) das ganz besondere Vertrauensverhältnis Heinrichs zu den Bischöfen, das es in dieser Intensität bei keinem anderen mittelalterlichen Herrscher gab. Für die enge Zusammenarbeit zwischen König und Bischöfen waren die Synoden von besonderer Bedeutung, die Heinrich häufiger als seine Vorgänger einberief. Die Synoden gaben dem König die Möglichkeit, „seine eigene, herausgehobene Stellung als Gesalbter des Herrn und damit seine Nähe zu den höchsten Geistlichen augenfällig zu demonstrieren.“ 15 Versammlungen sind nachgewiesen, auf denen sich der König mit seinen Reichsbischöfen beriet. Weltliche und kirchliche Angelegenheiten wurden kaum unterschieden und gleichermaßen auf Synoden verhandelt.
Heinrich stärkte mit dieser Verflechtung die Rolle des hohen Klerus als Stütze des Reiches und vergrößerte zugleich seinen kirchenpolitischen Einfluss. Als Gegenleistung mussten die Klöster und Bischofskirchen für den Unterhalt des Kaisers und seines Gefolges bei seinen Reisen aufkommen. Anders als seine ottonischen Vorgänger quartierte Heinrich sich mit seinem Gefolge verstärkt in den Bischofsstädten und weniger in den Königspfalzen ein. Mit der sogenannten Gastungspflicht wurden sie vermehrt belastet. Außerdem hatten die kirchlichen Herrscher einen Großteil des Reichsheeres zu stellen. Bei den meisten von Heinrichs Feldzügen stellten die geistlichen Fürsten das größte Truppenkontingent.
Heinrich hielt wie seine Vorgänger am kaiserlichen Einsetzungsrecht (Investitur) der Bischöfe fest und setzte sich dabei auch über verbriefte Rechte des Klerus hinweg. Bei Widerspruch setzte er seinen Willen auch mit Gewalt durch. Die meisten der während seiner Regierungszeit entstandenen Vakanzen besetzte er mit Klerikern aus seiner engsten Umgebung. Alle seine Kanzler bekamen von ihm ein Bistum. Es waren reichs- und königstreue Männer, denen er die Bistümer und Abteien anvertraute. Seine personalpolitischen Entscheidungen brachten bedeutende Persönlichkeiten wie die Erzbischöfe Aribo von Mainz, Pilgrim von Köln, Poppo von Trier und Unwan von Bremen und die Bischöfe Godehard von Hildesheim, Meinwerk von Paderborn und Thietmar von Merseburg (den Chronisten) hervor.

#### Gründung des Bistums Bamberg (1007) und Sicherung der Memoria

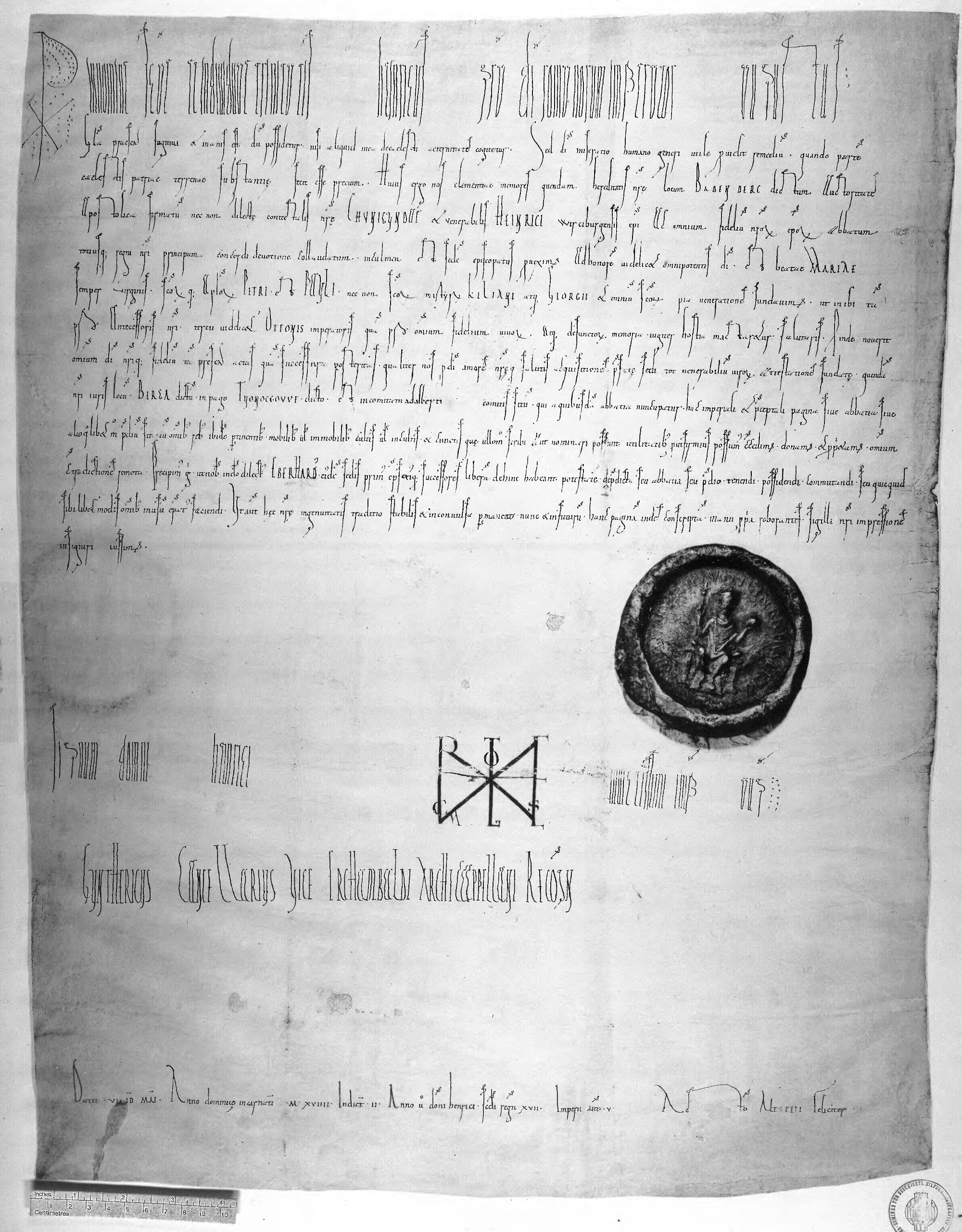
Urkunde Heinrichs über die Schenkung des Ortes Berga an das Bistum Bamberg vom 10. Mai 1019

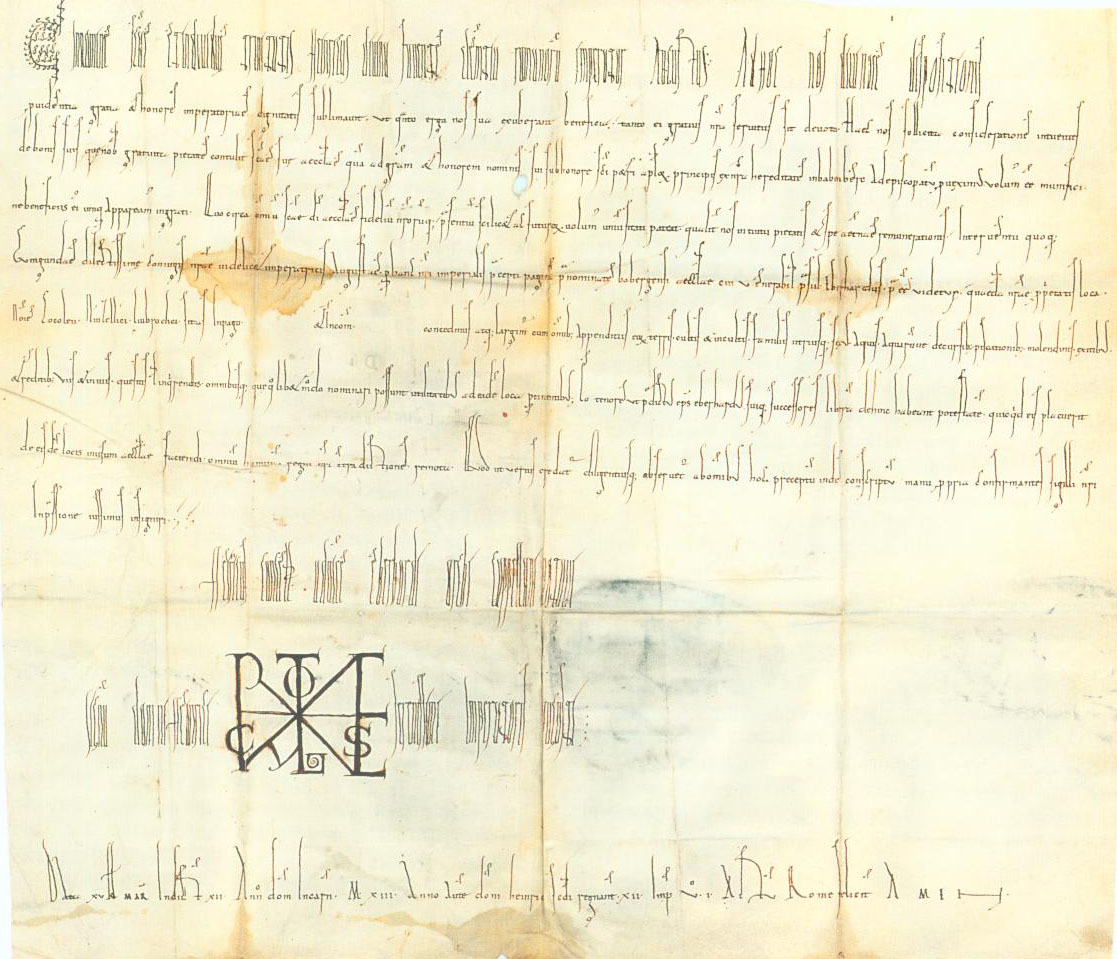
Erste datierbare Kaiserurkunde Heinrichs II. für die Bischofskirche Bamberg mit der Schenkung dreier Orte. Rom, 15. Februar 1014; Bamberg, Staatsarchiv, BU Nr. 69, KS Nr. 280.001 H II 1014-02-15.

Zur Sicherung seiner Memoria gründete Heinrich 1007 das Bistum Bamberg. Er soll die Burg Bamberg seit seiner Kindheit in so einzigartiger Weise geliebt haben, dass er sie seiner Gemahlin Kunigunde als Morgengabe (dos) übertrug. Vom ersten Tag seines Königtums an arbeitete Heinrich auf die Errichtung eines Bistums in Bamberg hin und begann sogleich mit dem Bau einer neuen Kirche, die zwei Krypten hatte und bald vollendet werden konnte. Bei der eigentlichen Bistumsgründung waren beträchtliche Widerstände des Bistums Würzburg zu überwinden, da die neue Diözese etwa ein Viertel dieses Bistums und ab 1016 nördliche Teile des Eichstätter Sprengels umfassen sollte.
Nach langem Streit wurde auf einer Synode in Frankfurt am 1. November 1007 ein Konsens zwischen den Bischöfen gefunden. Heinrich konnte durch wiederholte Niederwerfung (Prostratio) vor den versammelten Bischöfen die Gründung des Bistums Bamberg durchsetzen. Jedes Mal, wenn Heinrich eine Entscheidung zu seinen Ungunsten befürchtete, warf er sich mit dem ganzen Körper zu Boden. Mit dieser öffentlichen Demütigung erreichte er die Zustimmung der Bischöfe zu der Gründung. Heinrich von Würzburg, der sich als Gegenleistung für die Abtretung weiter Gebiete an das neue Bistum die Erhebung zum Erzbischof erhofft hatte, erschien nicht auf der Synode, er wurde von seinem Kapellan Berengar vertreten. Die Intention des Königs, „Gott zu seinem Erben“ zu machen und das Bistum seiner Memoria zu widmen, ist hinreichend bezeugt. Er habe „Gott zu seinem Erben eingesetzt“ (ut deum sibi heredem eligeret), wird im Frankfurter Synodalbeschluss über die Errichtung des Bistums dem Kaiser als Motiv zugeschrieben. Als weitere Beweggründe fügte das Protokoll Heinrichs Frömmigkeit und sein Pflichtbewusstsein gegenüber den Menschen (ut in deum erat credulus et in homines pius) sowie die Bekehrung der Slawen (ut et paganismus Sclavorum destrueretur) hinzu. Mit der Slawenmission wird ein klassisches Motiv ottonischer Politik angesprochen. Diskutiert wird, inwieweit Bamberg neben Magdeburg ein zweites „Zentrum der frühen Slawenmission“ gewesen sei oder nicht. Nach Joachim Ehlers kann die Slawenmission keine wesentliche Rolle gespielt haben, da nur die verhältnismäßig kleine heidnische Volksgruppe der Regnitzslawen betroffen war.
Das Motiv, „Gott zu seinem Erben“ zu machen, kam nach Thietmars Bericht einige Jahre später erneut zur Geltung. Heinrich teilte 1007 auf einer Synode mit, dass er die Hoffnung auf Kinder aufgegeben hatte: „Um der künftigen Wiedervergeltung willen habe ich Christus zu meinem Erben erwählt, denn auf Nachkommen kann ich nicht mehr hoffen.“ Heinrich war der Überzeugung, er habe sein Königtum mit allem, was dazugehörte, unmittelbar von Gott erhalten. Nach seinem Verständnis hätte er es nur an einen Sohn übertragen können. Da dieser Erbe fehlte, fiel das Königtum an den himmlischen König Christus zurück.
Zahlreiche reichsweite Schenkungen durch den König sicherten dem neuen Bistum von Anbeginn einen reichen Besitz. So erhielt das Bistum Grundherrschaften im Nordgau, um Regensburg, um Salzburg und in Ober- und Niederösterreich sowie verschiedene Forste und Villikationen, Besitz in Kärnten und der Steiermark, dazu das schwäbische Herzogskloster Stein am Rhein, das Pfalzstift zur Alten Kapelle in Regensburg, mehrere Frauenklöster wie Kitzingen am Main, Bergen bei Neuburg, Gengenbach in der Ortenau, Schuttern, die Abtei Haslach im Elsass und wichtige königliche Orte aus karolingischer Zeit wie Hallstadt und Forchheim. Heinrichs bisheriges Zentrum Regensburg trat fortan in den Hintergrund. Nach 1007 ist sein Aufenthalt dort nur noch einmal nachweisbar. Als ersten Bischof von Bamberg bestimmte Heinrich seinen Kanzler Eberhard, der von 1013 bis 1024 auch Erzkanzler von Italien war. Eberhard wurde noch am selben Tag geweiht.
Das Kaiserpaar schenkte dem neu gegründeten Bistum (und einigen anderen Kirchen und Klöstern in Bamberg) zahlreiche Handschriften, darunter viele heute als Hauptwerke der ottonischen Buchmalerei geltende Bilderhandschriften. Eine große Zahl dieser Handschriften wird heute in der Staatsbibliothek Bamberg als Kaiser-Heinrich-Bibliothek aufbewahrt. Die Sammlung ist in ihrer Art einmalig.
Die Kinderlosigkeit des Königs machte besondere Anstrengungen Heinrichs und Kunigundes zur Sicherung ihrer Memoria notwendig. Diesem Ziel dienten neben der Gründung Bambergs auch zahlreiche weitere Memorialstiftungen. Heinrich ist unter den Herrschern des Reichs derjenige, der mit weitem Abstand am häufigsten in Memorialzeugnissen genannt wird. Nach Ludger Körntgen sind auch die Herrscherbilder primär als Ausdruck der Sorge um die Memoria anzusehen und weniger als Mittel der Propagierung eines sakralen Königtums. Im Frühjahr 1017 erkrankte Kunigunde schwer. Daraufhin bemühte sich das Herrscherpaar intensiv um die Pflege ihrer Memoria. Das vor allem in Gandersheim und Quedlinburg gepflegte Totengedenken der Ottonen verlagerte Heinrich nach Merseburg, wo 1017/18 Thietmar von Merseburg die Namen Verstorbener in eine heute noch erhaltene liturgische Handschrift eintragen ließ. In der gleichen Zeit gründete Kunigunde das Frauenkloster Kaufungen. In Bamberg, Magdeburg und Paderborn ließ sich Heinrich in einzelne Domkapitel aufnehmen, um dort Anteil an den Fürbitten zu erhalten.

### Adelspolitik
Ein Herrscherwechsel war im 10. Jahrhundert zugleich eine „Herausforderung an die bisherige Rangordnung“ und vielfach ein Auslöser für Konflikte. Die Rangordnung unter den mächtigsten Adligen musste vom Herrscher so austariert werden, dass es nicht zu Konflikten kam. Heinrich hat die „Spielregeln“, die ungeschriebenen sozialen Normen in einer ranggeordneten Gesellschaft, nicht genügend berücksichtigt. Die von persönlichen Beziehungen getragene ottonische Herrschaft basierte auf einem Zusammenwirken von Adel und Kirche und deren Einbindung in die Maßnahmen zur Sicherung des Reichs. In mündlichen Beratungen wurde ein Ausgleich erzielt und Konsens hergestellt (sogenannte konsensuale Herrschaft). Uneinig ist sich die Forschung, ob die Konflikte, die nicht konsensual gelöst werden konnten, strukturelle Gründe hatten oder auf Heinrichs neuartige Auffassung vom Königsamt zurückzuführen sind.
Thietmar von Merseburg berichtet, Heinrich habe jeden, „der gegen ihn aufstand, gedemütigt und alle gezwungen, ihm mit gebeugtem Nacken zu dienen“. Wegen der zahlreichen Konflikte mit den Adelsfamilien hat Stefan Weinfurter Heinrich II. als „König der Konflikte“ bezeichnet. Gerd Althoff hat als auffallenden Unterschied zwischen Heinrich II. und dessen Vorgängern herausgearbeitet, dass Heinrich nicht in gleichem Maße zur herrscherlichen clementia (Milde) bereit war, wie es die Herrscher der ottonischen Hauptlinie anscheinend gegenüber ihren Feinden gewesen sind. Dadurch verminderten sich die Erfolgsaussichten von Vermittlern in Konflikten. Die Kompromissbereitschaft des Herrschers in späteren Herrschaftsjahren hat Althoff mit der schweren Krankheit bei ihm und seiner Gemahlin begründet. Deswegen habe sich sein Handeln vor allem auf die Sicherung seiner Memoria konzentriert. Karl Ubl hat die zahlreichen Konflikte während seiner Herrschaftszeit auf seine Kinderlosigkeit zurückgeführt und weniger als Maßnahmen zur Stärkung der Zentralgewalt gedeutet. Heinrich hatte wegen seiner Kinderlosigkeit immer wieder mit Angriffen auf seine Autorität seitens weltlicher Großer zu kämpfen. Stefan Weinfurter erklärt die Konflikte mit Heinrichs Herrschaftskonzeption, der zufolge sein Reich ein „Haus Gottes“ und er selbst der Verwalter Gottes war. Im Reich hatte die Königsgewalt die höchste Autorität inne. Diese Gedankenwelt erkläre Heinrichs Kompromisslosigkeit und seine schroffe Gehorsamsforderung.
Neben dem Verhältnis zu Bolesław Chrobry war vor allem Oberlothringen ein ständiger Konfliktherd. Selbst die Brüder von Heinrichs Frau Kunigunde rebellierten gegen ihn. Als Angehörige des Luxemburger Grafenhauses versuchten sie 1008 auf dem Trierer Erzstuhl ihren Kandidaten gegen den Willen des Königs durchzusetzen. Darauf begann Heinrich sofort eine Fehde gegen seine Schwäger. Seinem Schwager Herzog Heinrich von Bayern, der die Luxemburger Grafen als Vermittler begünstigt hatte, entzog er das Herzogtum. Auch Pfalzgraf Ezzo, der Ehemann der Schwester Ottos III., der in diesem Konflikt die Luxemburger unterstützt hatte, bekam den Zorn des Königs zu spüren. Ihm bestritt Heinrich seinen Anteil am ottonischen Erbe. Ende des Jahres 1012 schloss Heinrich in Mainz einen vorläufigen Frieden mit dem Luxemburger Grafenhaus. Pfalzgraf Ezzo wurde sein ottonisches Erbe bewilligt. Im Januar 1015 unterwarfen sich die Luxemburger Grafen. Sie traten barfuß und um Huld flehend vor den Kaiser und wurden von ihm in Gnade aufgenommen. Auf den Trierer Bischofsstuhl mussten sie aber endgültig verzichten. Dafür konnten sie das Bistum Metz und das Herzogtum Bayern behalten.

## Wirkung

### Zeitgenössische Urteile
Die Urteile der Zeitgenossen über Heinrichs Herrschaft sind extrem unterschiedlich. Bischof Thietmar von Merseburg, der zwischen 1012 und 1018 seine Chronik verfasste, gilt als besonderer Kenner der Herrschaft Heinrichs II. Er beurteilte die Könige vor allem gemäß ihrer Stellung zu seinem Bistum. Heinrich lobte er als Herrscher, der dem Reich Frieden und Recht zurückgebracht habe. Durch die Wiedereinrichtung des von Otto II. 982 aufgehobenen Bistums Merseburg sei Heinrich zum Retter der Merseburger Kirche geworden. Dennoch missbilligte Thietmar einzelne Schritte Heinrichs deutlich, insbesondere Bischofserhebungen kritisierte er oft. Die aus der Salbung abgeleitete Bezeichnung des Königs als christus Domini (Gesalbter des Herrn) verwendete Thietmar nur in Zusammenhang mit einer äußerst harten Kritik, nachdem Heinrich in einer Besitzstreitigkeit zugunsten eines Gefolgsmannes und gegen Thietmars Familienangehörige entschieden hatte. Zwar versteckte Thietmar sein Urteil, indem er behauptete, nur eine überall verbreitete Meinung (omnes populi mussant) wiederzugeben, doch konnte er es auf diese Weise wagen zu schreiben, „dass der Gesalbte des Herrn sündige“ (christum Domini peccare occulte clamant).
Neben Trauer über Heinrichs Tod und Lob für seine Taten finden sich auch kritische Stimmen wie diejenige Bruns von Querfurt, eines Anhängers der Politik Ottos III. Im Jahr 1008 äußerte Brun in einem Brief scharfe Kritik an Heinrichs Polenpolitik und forderte den König auf, das Bündnis mit den heidnischen Liutizen gegen den christlichen Herzog von Polen, das eine Sünde sei, sofort zu beenden. Nach seiner Meinung war Heinrich nicht um das Christentum besorgt, sondern um den honor secularis, die weltliche Ehre. Deshalb falle er mit Hilfe von Heiden in ein christliches Land ein. In Bruns eindringlichen Mahnungen an Heinrich wird auch die problematische Härte des Königs angesprochen: „Sei auf der Hut, o König, wenn du immer alles mit Gewalt machen willst, niemals aber mit Barmherzigkeit.“
Die Quedlinburger Annalen entstanden in der Zeit Heinrichs II., als Quedlinburg seine alte dominierende Stellung als königlicher Hauptort verlor. Der Annalist übte harsche Kritik an den Maßnahmen des Herrschers. Allerdings währte der Verlust der Königsnähe nicht die ganze Regierungszeit Heinrichs. Im Jahr 1014 übertrug Heinrich der Äbtissin Adelheid von Quedlinburg auch die Leitung der Frauenklöster Gernrode und Vreden. 1021 besuchte er Quedlinburg anlässlich der Weihe der neuerbauten Klosterkirche und machte dem Konvent eine reiche Schenkung. Ab diesem Jahr hören in den Annalen die negativen Bemerkungen auf. Ab 1021 beginnt der Annalist Heinrichs Taten sogar panegyrisch zu schildern.
Heinrichs zahlreiche Schenkungen und kirchenpolitische Maßnahmen haben vor allem in den monastischen Quellen das Bild eines frommen und fürsorglichen Herrschers entstehen lassen. In einem Widmungsgedicht Abt Gerhards von Seeon von 1012/14 wird Heinrich als glänzendes Kleinod des Reiches und Blüte des ganzen Mikrokosmos gerühmt. Ihm habe Gott die höchste Würde zur Verwaltung anvertraut.

### Die Heiligsprechung (1146) und die späteren Urteile

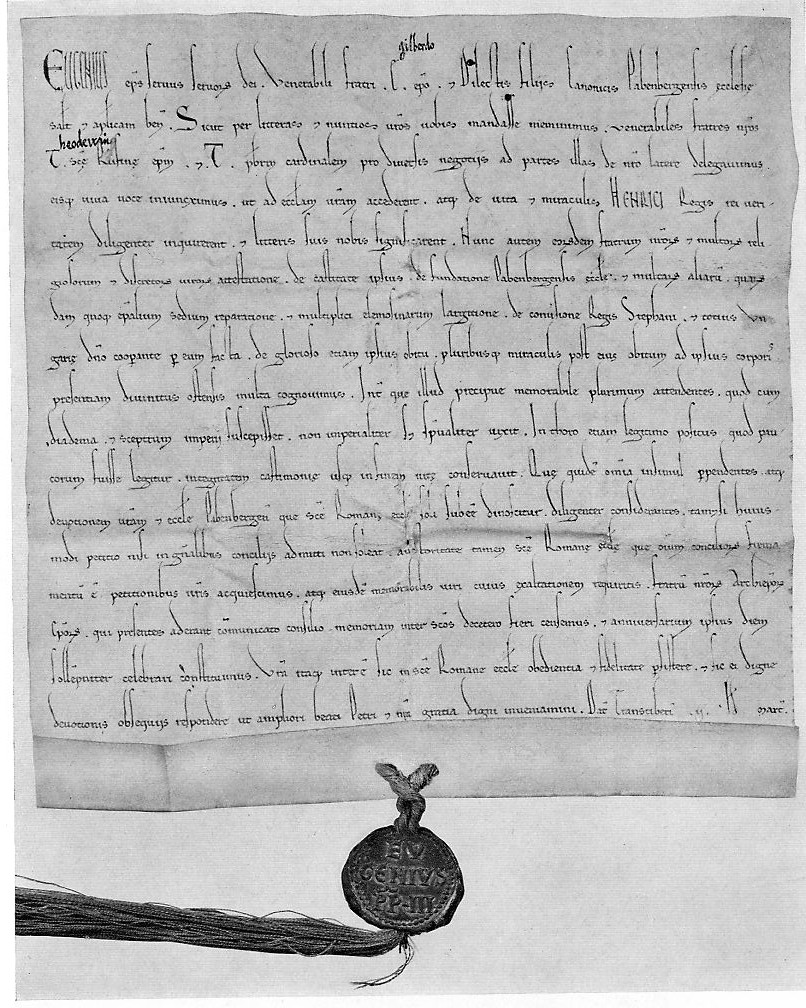
Heiligsprechungsurkunde Eugens III. für Heinrich II.

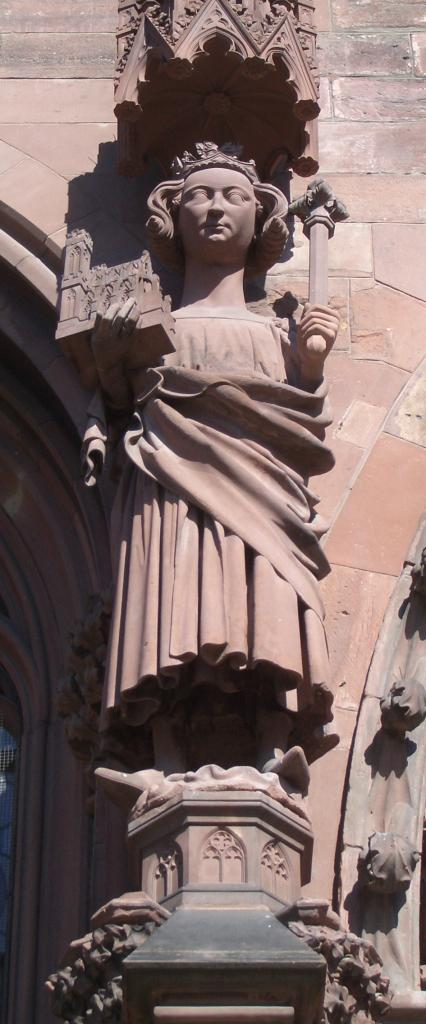
Darstellung Heinrichs II. neben dem Hauptportal des Basler Münsters, um 1290

Nach seinem Tod stand Heinrich in Bamberg schon bald im Ruf der Heiligkeit. Literarisch ist diese Zuschreibung erstmals bei Adam von Bremen fassbar, der 1074 von der sanctitas des Kaisers berichtete. Das Epitheton „der Fromme“ war ihm schon zu Lebzeiten beigelegt worden: So wird er etwa im Jahr 1012 anlässlich seines Geburtstags von Abt Gerhard von Seeon in einem Preislied mit „o frommer König Heinrich“ (pie rex Heinrice) angesprochen. Zur Vorbereitung der kanonischen Heiligsprechung verfasste ein unbekannter Bamberger Autor 1145/1146 einen Bericht über Heinrichs Leben und die von ihm vollbrachten Wunder, der 1147 auch zu einer Heiligenvita umgearbeitet wurde. Auf Betreiben der Bamberger Kirche, die durch jährliche Totenmessen sein Andenken wachhielt, erfolgte die Kanonisation schließlich 1146 nach einer genauen Prüfung der Voraussetzungen. Für Heinrichs heroischen Tugendgrad sprach die aus seiner Kinderlosigkeit abgeleitete Annahme, er habe mit Kunigunde eine Ehe in Keuschheit geführt. Als heiligmäßige Taten galten außerdem mehrere Kirchengründungen, allen voran die der Bischofskirche von Bamberg.
Ein Jahr später, am 13. Juli 1147, wurden Heinrichs Gebeine in Bamberg feierlich zur Ehre der Altäre erhoben. Die Translation der kaiserlichen Gebeine erfolgte programmatisch an seinem Todestag unter Führung Bischofs Eberhards von Bamberg im Beisein hoher geistlicher und politischer Würdenträger, darunter Erzbischof Eberhard I. von Salzburg und Bischof Hartmann von Brixen.
Papst Innozenz III. bekräftigte die Vorbildlichkeit von Heinrichs Leben, als er die Heiligsprechung Kunigundes im Jahre 1200 mit ihrer lebenslangen Jungfräulichkeit sowie der zusammen mit dem Gemahl getätigten Bamberger Bistumsgründung und weiteren frommen Werken begründete. Vor ihr war bereits 1189 auch der Bamberger Bischof Otto I. heiliggesprochen worden. Kein anderer Ort in der Christenheit konnte damals in einem vergleichbaren Zeitraum drei neue eigene Heilige vorweisen. Das Bistum Bamberg verbuchte damit immerhin jedes neunte der zwischen 1100 und 1200 gelungenen Kanonisierungsverfahren.
Ausgehend vom Bistum Bamberg verbreitete sich die Verehrung des heiligen Kaisers in mehreren Bistümern des Reichs, vorwiegend in Bayern, aber auch im Elsass und im Bodenseegebiet. 1348 wurde der Heinrichstag, der 13. Juli, auch im Bistum Basel zum hohen Feiertag erklärt.
In Rom pflegte man zunächst ein völlig anderes Bild Heinrichs, da ihm insbesondere seine Eingriffe in die Kirchenstruktur vorgeworfen wurden. Humbert von Silva Candida, einer der Wegbereiter der Kirchenreform, nannte Heinrich einen Simonisten und Kirchenräuber. Miniaturen zum Werk Joachims von Fiore zeigen ihn als einen der sieben Köpfe des apokalyptischen Drachen nach Herodes, Nero, Konstantin II. und Chosrau II. und vor Saladin und Friedrich II. Diese Beurteilung wirkte sich allerdings nördlich der Alpen nicht aus. Durch Bestrebungen des ersten Stauferkönigs Konrad III. und des Bamberger Klerus setzte sich das Bild des heiligen Kaisers durch.
Neben der Erinnerung an Heinrich und seine Gattin als Heilige und dem negativen Bild aus der Sicht italienischer Kirchenreformer machte sich im Laufe der Zeit eine politische Würdigung geltend: Heinrich II. wurde als Schöpfer der mittelalterlichen Reichsverfassung angesehen. Spätmittelalterliche Chronisten maßen seinem Regierungsantritt im Jahr 1002 eine Gelenkfunktion für die Ordnung des Reichs zu. Er galt als Begründer der freien Königswahl, als Schöpfer des Kurfürstenkollegs und des gesamten Verfassungsgefüges (Quaternionentheorie). So gründete sich die Vorstellung eines Heiligen Reichs auf die Gestalt seines heiligen Kaisers.

### Forschungsgeschichte
Die Heiligenaura, die Heinrich und seine Gemahlin Kunigunde umgab, bot der Forschung einen Anreiz, den „wirklichen Heinrich“ aufzuspüren. Im 19. Jahrhundert versuchte man dieses Ziel zu erreichen, indem man jedes überlieferte Detail über sein Leben ermittelte und die Ergebnisse der Faktenerhebung in den Jahrbüchern der deutschen Geschichte zusammenstellte. Seit der Darstellung Wilhelm von Giesebrechts galt Heinrich als „politischer Kopf“. Die „Herstellung des deutschen Reichs“ sowie die „Erhöhung des Königthums als schützende Macht über Alle und Alles“ war „der große politische Gedanke, der sich von seinem ersten bis zu seinem letzten Regierungsjahre verfolgen läßt“. Für Giesebrecht blieb Heinrichs Herrschaft tragisch und unvollendet, da es „fast zwanzig Jahre bedurfte, um den Trotz der Großen zu brechen“. Erst seinen Nachfolgern sei es gelungen, das Reich „zu einer Höhe“ zu bringen, „die es nie zuvor erreicht hatte und nie wieder erreichen sollte“. Die einschlägigen handbuchmäßigen Darstellungen von Karl Hampe (Das Hochmittelalter. Geschichte des Abendlandes von 900 bis 1250, 1932) und Robert Holtzmann (Geschichte der sächsischen Kaiserzeit, 1941) übernahmen die Charakterisierung Heinrichs als eines idealen, aber tragischen Staatsmannes.
Heinrich blieb jedoch jahrzehntelang kein attraktiver Gegenstand für eine biografische Untersuchung. Er fehlt in den mehrfach aufgelegten Werken zur großen Kaisergeschichte des Mittelalters, sowohl in Karl Hampes Herrschergestalten des deutschen Mittelalters aus den 1920er Jahren als auch in Helmut Beumanns Kaisergestalten des Mittelalters (1984). Gewürdigt wurde der Liudolfinger nur in den Handbüchern und Überblicksdarstellungen der Reichsgeschichte, in denen er notwendigerweise zum Thema gehörte. Umgeben von zwei Lieblingsherrschern der Geschichtswissenschaft, Otto III. und Konrad II., gewann der heilige Kaiser keine klaren Konturen. Sein Vorgänger wurde von Percy Ernst Schramm und dem George-Kreis zum tragischen Jüngling auf dem Kaiserthron stilisiert. Mit Heinrich hingegen sei ein kränklicher, ganz auf seine Geistlichkeit ausgerichteter Herrscher einem visionären Kaiser gefolgt. Heinrichs Nachfolger Konrad II., der mit ihm kontrastierte, wurde von national gesinnten Historikern als vermeintlich unkirchlicher Herrscher zum „vollsaftigen Laien“ verklärt und als erfolgreicher Dynastie- und Machtpolitiker gewürdigt.
Nach dem Zweiten Weltkrieg entwickelte sich in den Arbeiten von Theodor Schieffer (1951) bis Hartmut Hoffmann (1993) der Vergleich Heinrichs II. mit seinem Nachfolger zu einem beliebten Thema der Mittelalterforschung. Carlrichard Brühl bezeichnete Heinrich 1972 als ersten „deutschen König“, Johannes Fried nannte ihn 1994 den „deutschesten aller frühmittelalterlicher Könige“, doch solche ehemals als gesichertes Wissen geltenden Vorstellungen wandelten sich durch die reichhaltigen Forschungen der letzten Jahrzehnte zur Nationsbildung. Die Mediävistik sieht heute das Deutsche Reich in einem Prozess entstanden, der vom 9. bis zum 12. Jahrhundert andauerte.
Stefan Weinfurter (1986) wandte sich der Herrschaftspraxis Heinrichs II. zu. Er sprach von der Zentralisierung der Herrschaftsgewalt und beobachtete bei Heinrich „in hohem Grade eine Weiterführung und Steigerung der in der Herzogsherrschaft entwickelten Elemente auf Königsebene“.
Die neueren Bewertungen sind sehr unterschiedlich. Für Hartmut Hoffmann (1993) ist Heinrich die Verkörperung des idealen Herrschers im ottonisch-salischen Reichskirchensystem, ein „Mönchskönig“. Johannes Fried (1994) hingegen meint, Heinrich habe sich skrupellos aller Machtmittel bedient, „von der List über den Verrat bis zur nackten Gewalt und mit besonderer Vorliebe des kanonischen Rechts“. Weitgehend einig ist sich die moderne Mediävistik, dass der letzte Herrscher aus dem Geschlecht der Ottonen eine Intensivierung der Königsherrschaft zu erreichen versuchte.
Heute wird Heinrichs Bild in der Geschichtswissenschaft hauptsächlich durch die 1999 veröffentlichte Biografie und die begleitenden Studien von Stefan Weinfurter bestimmt. Nach Weinfurters Einschätzung war Heinrichs Selbstverständnis seit 1002 vom Bewusstsein seiner Abstammung von König Heinrich I. bestimmt. Daraus habe er einen nie aufgegebenen Anspruch auf Teilhabe an der Herrschaft und vor allem auf königsgleiche Rechte des bayerischen Herzogs abgeleitet. Ohne seine Herkunft sei Heinrichs Königsherrschaft „nicht zu deuten“. Darauf verwiesen personelle Kontinuitäten, wenn „alte Freunde aus der Herzogszeit“ in Hofkapelle und Kanzlei wiederbegegnen, aber auch Heinrichs Konzept seiner als persönliche Verpflichtung empfundenen Verantwortung für die Kirche Gottes. Weinfurter stellte einen besonderen Bezug zum alttestamentlichen Moses fest und verstand Heinrichs Königtum als regelrechtes „Moseskönigtum“. Heinrich habe es für seine Aufgabe gehalten, „wie ein neuer Moses dafür zu sorgen, daß die Gebote Gottes Grundlage und Inhalt des Lebens aller Menschen seines Volkes würden“.
Zu Beginn des neuen Jahrtausends fand eine Vielzahl von Ausstellungen und Tagungen zu Heinrich II. statt – dies hatte auch mit dem Wunsch nach einer „neue(n) nationale(n) Identitätsbildung“ zu tun, die nach der deutschen Wiedervereinigung von 1990 auf der Suche nach Identifikationsfiguren war. Auf einer Bamberger Tagung im Juni 1996 wurden die Kontinuitäten und Diskontinuitäten in der Herrschaft Ottos III. und Heinrichs II. diskutiert. Konsens wurde darüber erzielt, dass „der Wechsel von Otto III. zu Heinrich II. nicht als programmatische Abkehr und konzeptioneller Neuansatz zu werten ist“. Ein Wandel wurde im Herrschaftsstil und im Verhältnis zur Reichskirche konstatiert. Die Bayerische Landesausstellung in Bamberg im Jahr 2002 erinnerte an die Königswahl Heinrichs II. im Jahr 1002. Viel Beachtung fand auch das Jahrtausendjubiläum der Bamberger Bistumsgründung 2007. Das Diözesanmuseum Bamberg veranstaltete vom 4. Juli bis zum 12. Oktober 2014 anlässlich des tausendjährigen Jubiläums der Kaiserkrönung die Ausstellung Gekrönt auf Erden und im Himmel. Das heilige Kaiserpaar Heinrich II. und Kunigunde und veröffentlichte dazu einen Katalog.